# Pedro Américo
Pedro Américo de Figueiredo e Melo (Areia, 29 de abril de 1843 – Florença, 7 de outubro de 1905) foi um romancista, poeta, cientista, teórico de arte, ensaísta, filósofo, político e professor brasileiro, mas é mais lembrado como um dos mais importantes pintores acadêmicos do Brasil, deixando obras de impacto nacional.
Desde cedo demonstrou inclinação para as artes, sendo considerado um menino-prodígio. Ainda muito jovem participou como desenhista de uma expedição de naturalistas pelo nordeste, e recebeu apoio do governo para estudar na Academia Imperial de Belas Artes. Fez seu aperfeiçoamento artístico em Paris, estudando com mestres célebres, mas se dedicou também à ciência e à filosofia. Logo após seu retorno ao Brasil passou a dar aulas na Academia e iniciou uma carreira de sucesso, ganhando projeção com grandes pinturas de caráter cívico e heroico, inserindo-se no programa civilizador e modernizador do país fomentado pelo imperador Dom Pedro II, do qual a Academia Imperial era o braço regulador e executivo na esfera artística.
Seu estilo na pintura, em consonância com as grandes tendências de seu tempo, fundia elementos neoclássicos, românticos e realistas, e sua produção é uma das primeiras grandes expressões do Academismo no Brasil em sua fase de apogeu, deixando obras que permanecem vivas até hoje no imaginário coletivo da nação, como Batalha de Avaí, Fala do Trono, Independência ou Morte! e Tiradentes esquartejado, reproduzidas em livros escolares de todo o país. Na segunda metade de sua carreira se concentrou em temas orientalizantes, alegóricos e bíblicos, que preferia pessoalmente e cujo mercado estava em expansão, mas esta parte de sua obra, em sua época muito popular, rápido saiu de moda, não recebeu atenção dos especialistas em tempos recentes e permanece muito pouco conhecida.
Passou sua carreira entre o Brasil e a Europa, e em ambos os lugares seu talento foi reconhecido, recebendo grandes favores da crítica e do público mas também levantando polêmicas apaixonadas e criando tenazes adversários. Para as novas vanguardas Pedro Américo era um pintor de dotes inegavelmente raros, mas acima de tudo se tornou um dos principais símbolos de tudo o que o sistema acadêmico alegadamente tinha de conservador, elitista e distante da realidade nacional. Embora os modernistas tenham tentado ofuscar sua estrela — como a de todos os acadêmicos —, seus grandes méritos artísticos fazem dele um dos maiores pintores que o país já produziu, e sua imensa fama e influência em vida, os candentes debates que despertou em sua atuação institucional, cultural e política, em um momento crítico de articulação de um novo sistema de símbolos para um país há pouco emergente da condição de colônia e de consolidação de um novo sistema de arte sobre bases metodológicas e conceituais modernas, o destacam como um dos nomes mais importantes da história da cultura brasileira do fim do século XIX.
Adquiriu uma sofisticação intelectual absolutamente incomum para os artistas brasileiros de seu tempo, interessando-se por uma ampla variedade de temas e buscando preparo sólido. Obteve Bacharelado em Ciências Sociais pela Sorbonne e Doutoramento em Ciências Naturais pela Universidade Livre de Bruxelas. Foi diretor da seção de antiguidades e numismática do Museu Imperial e Nacional; professor de desenho, estética e história da arte na Academia Imperial, e deputado constituinte por Pernambuco. Deixou volumosa produção escrita sobre estética, história da arte e filosofia, onde, inspirado no modelo clássico, deu especial atenção à educação como a base de todo o progresso e reservou um papel superior para a arte na evolução da humanidade. Ganhou diversas homenagens e honrarias, entre elas o título de Pintor Histórico da Imperial Câmara, a Ordem da Rosa e a Ordem do Santo Sepulcro. Também deixou algumas poesias e quatro romances, mas assim como seus textos teóricos, hoje são pouco lembrados.

## Biografia

### Primeiros anos

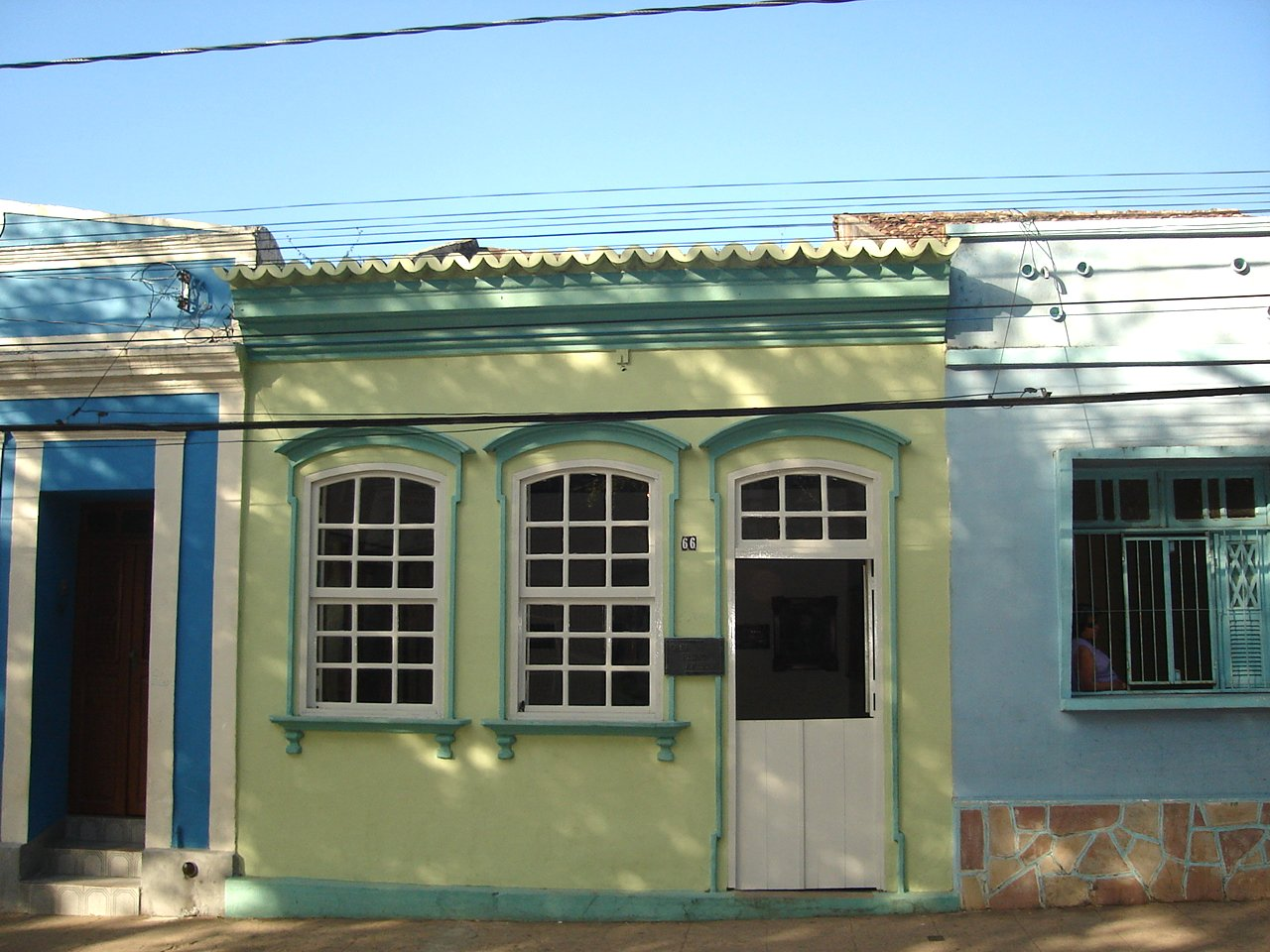
Casa onde Pedro Américo nasceu, hoje um museu à sua memória

Filho do comerciante Daniel Eduardo de Figueiredo e Feliciana Cirne, Pedro Américo foi irmão do também pintor Francisco Aurélio de Figueiredo e Melo. Sua família era ligada às artes, ainda que não possuíssem muitos recursos, e desde cedo encontrou em casa o estímulo necessário ao desenvolvimento de um talento precoce. O pai era violinista e o introduziu na música, além de iniciá-lo no desenho apresentando-lhe livros sobre artistas célebres.

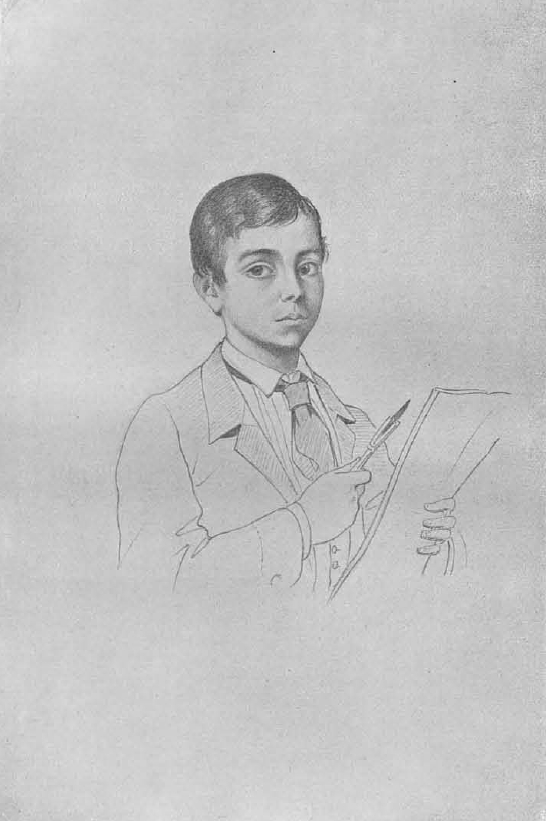
Auto-retrato aos 11 anos de idade. (1854)

Pedro Américo desenhava muito bem e logo a fama do pequeno prodígio se espalhou pela cidade. Quando uma expedição científica ali chegou em 1852, seu organizador, o naturalista Louis Jacques Brunet, foi visitá-lo e pôde apreciar uma série de cópias de obras clássicas realizadas pelo menino, que não havia completado ainda dez anos de idade. Querendo testá-lo para comprovar a habilidade que se apregoava, arranjou uns objetos e fez Pedro Américo desenhá-los em sua presença, e ele os reproduziu com grande semelhança. Impressionado, Brunet decidiu contratá-lo como desenhista da expedição, de maneira que o pequeno artista acompanhou o francês por uma viagem de vinte meses cruzando boa parte do nordeste brasileiro. Em 1854, com apenas onze anos, provido de várias cartas de recomendação, foi admitido na Academia Imperial de Belas Artes (AIBA), no Rio de Janeiro, mas não pôde começar de imediato. Passou antes uma temporada no Colégio Pedro II, estudando latim, francês, português, aritmética, desenho e música, destacando-se entre os colegas por sua aplicação e inteligência. Suas cartas para a família revelam um estudante ciente de suas responsabilidades, e já lhe nascia um desejo, ainda incerto, de se dedicar à pintura histórica.
Ingressando em 1856 no curso de Desenho Industrial da Academia, seu progresso foi igualmente brilhante, conquistando 15 medalhas em desenho, geometria e modelo vivo, sendo apelidado de "papa-medalhas" pelo diretor da instituição, o artista e erudito Manuel de Araújo Porto-Alegre, que seria uma influência importante sobre ele, e seu futuro sogro. Mesmo antes de terminar o curso obteve uma pensão do imperador Dom Pedro II para ir se aperfeiçoar na Europa. Pouco antes de embarcar, manifestou-se uma doença diagnosticada como "cólica de chumbo", supostamente uma intoxicação pelas tintas que usava, e que o acompanharia por toda a vida.

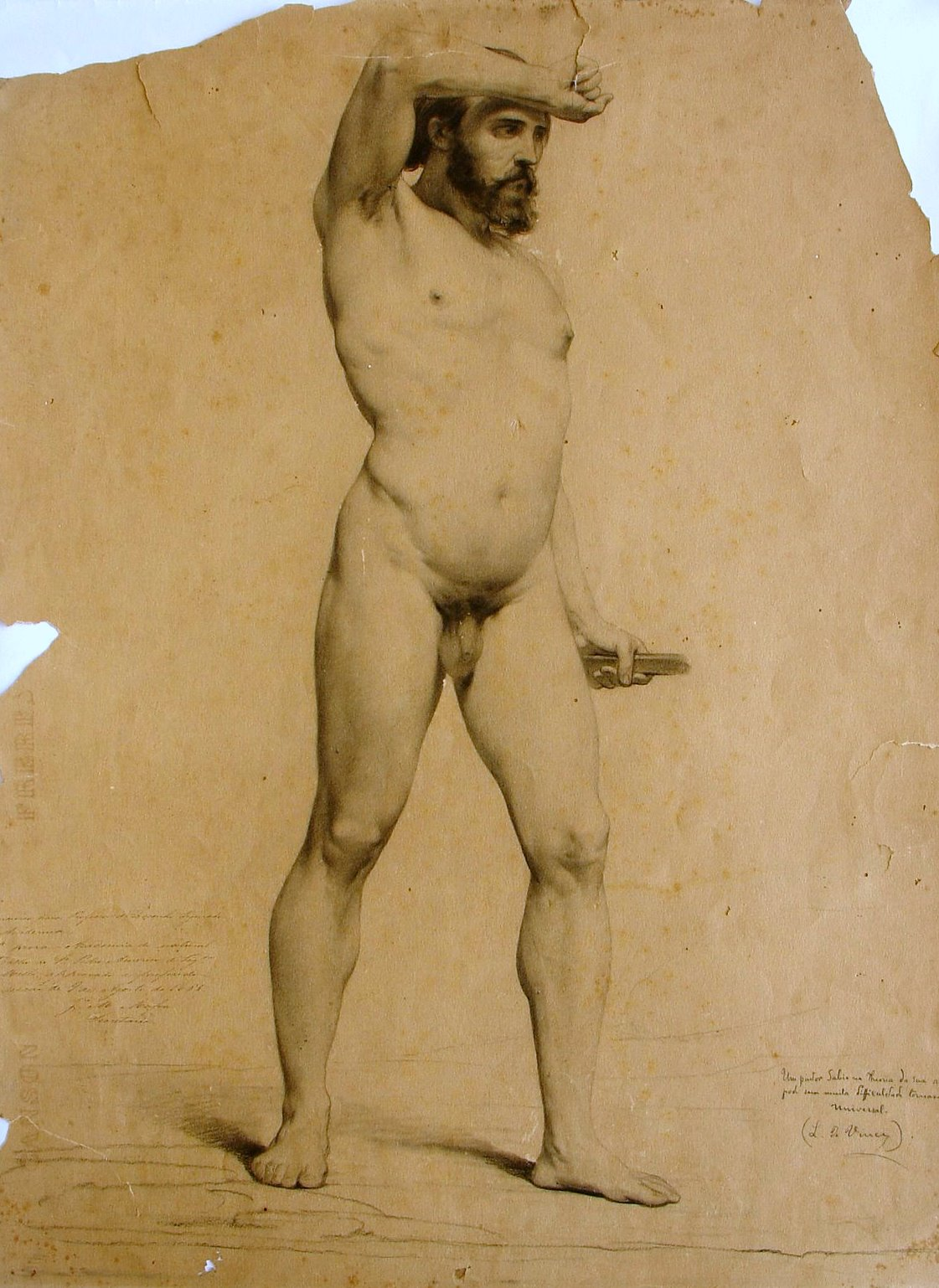
Estudo de modelo vivo, 1865, Museu Dom João VI

Depois de uma viagem penosa e acidentada, chegou em Paris em meados de maio de 1859. Imediatamente, vasculhou os museus, monumentos, palácios e galerias de arte da cidade. Ao mesmo tempo, matriculou-se na Escola Nacional Superior de Belas Artes, sendo discípulo de Ingres, Léon Cogniet, Hippolyte Flandrin e Sébastien-Melchior Cornu. Pelo seu contrato de bolsa ele deveria obedecer rigorosamente à disciplina da academia e enviar regularmente trabalhos para o Brasil a fim de atestar seus progressos, incluindo estudos de modelo vivo e cópias de obras de mestres consagrados, entre eles Guido Reni (O rapto de Dejanira) e Théodore Géricault (Naufrágio da fragata Medusa). Ganhou dois prêmios de primeira classe, mas não se interessava pelos grandes salões acadêmicos, que ele considerava pouco representativos.
Como ele alimentava outros interesses culturais além da arte, durante sua estadia estudou também no Instituto de Física de Adolphe Ganot, no Curso de Arqueologia de Charles Ernest Beulé, bacharelou-se em Ciências Sociais na Sorbonne, aprofundando-se em arquitetura, teologia, literatura e filosofia, e assistiu aulas de Victor Cousin, Claude Bernard e Michael Faraday no Colégio de França e no Conservatório de Artes e Ofícios. Neste período escreveu muitos ensaios sobre as relações entre a arte, a ciência e o progresso social, tema em que defenderia sua tese. Em 1862 dirigiu-se à Bélgica, matriculando-se na Universidade Livre de Bruxelas, mas pouco frequentando as aulas. Todos esses estudos marcaram profundamente o seu caráter e o seu pensamento, passando a se dedicar aos estudos clássicos e se preocupar com a responsabilidade civil do artista e seu compromisso político. Ali começou a organizar sua filosofia sintética, onde as artes eram, para ele, as verdadeiras promotoras do progresso social, e deveriam ser cultivadas sobre uma matriz humanista, espelhando-se no exemplo dos gregos clássicos e dos renascentistas. Nesta época também visitou o Salão dos Recusados, em Paris, onde expuseram artistas que permaneciam à margem do circuito oficial, o que foi importante para fazê-lo entrar em contato com as vanguardas pré-modernistas.

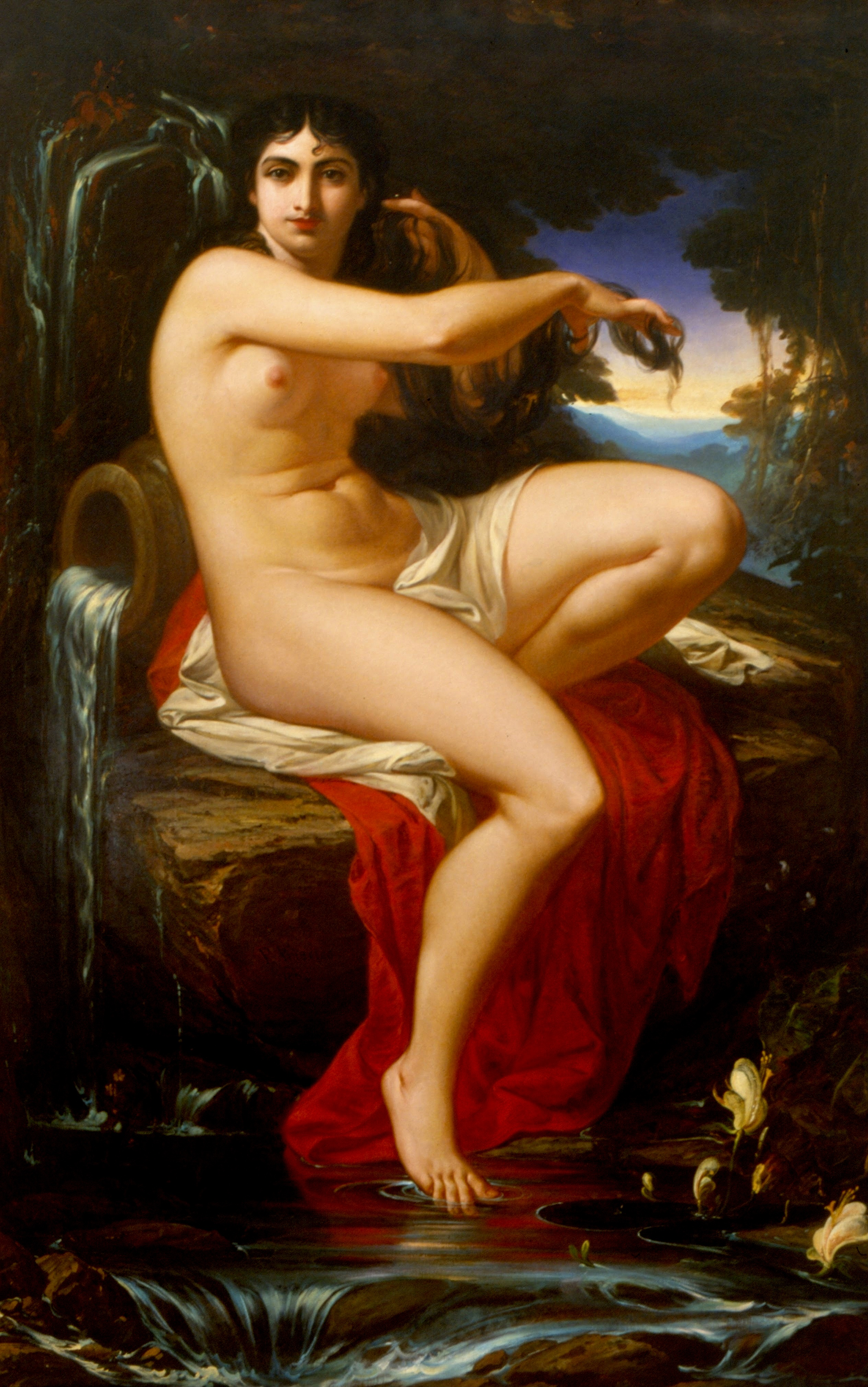
A Carioca, Museu Nacional de Belas Artes. Versão de 1882 de original de c. 1863

Em certa altura, acabou por ficar em dificuldades financeiras, mas ainda em 1863 conseguiu um complemento à sua pensão acadêmica da Assembleia Provincial da Paraíba. Em 1864, visitando a Escócia de barco, salvou-se de um naufrágio. No mesmo ano voltou ao Brasil, intimado pelo imperador a participar de um concurso para professor de Desenho Figurado no curso de Desenho Industrial da Academia Imperial. Venceu-o com a obra Sócrates afastando Alcebíades dos braços do vício, mas não assumiu o cargo. Visitou sua Areia natal, que recriaria em seus romances, onde encontrou um irmão que nascera no ano de sua partida e se preocupou com a pobreza dos parentes. De volta ao Rio, publicou uma série pioneira de ensaios sobre estética e história da arte no Correio Mercantil, mas logo em seguida, pedindo uma licença sem vencimentos, retornou à Europa.
Em 1865 perambulou, em grande parte a pé, por vários países. Iniciou a viagem de Paris partindo para Estrasburgo, seguindo para o Grão-Ducado de Baden, Holanda e Dinamarca. Depois continuou pelo Marrocos, Sicília, ilhas gregas, e incluindo a Argélia, que era uma espécie de Meca para muitos pintores de sua geração que estavam interessados em cenários exóticos. Ali trabalhou como desenhista do governo francês, fazendo registros dos tipos humanos, paisagens e animais da região. Data desta época a publicação, em francês, de seu primeiro romance, Holocausto, traduzido para o português somente em 1882. Suas finanças apertavam outra vez, passou fome e teve que fazer desenhos e retratos em cafés para sobreviver. Recebendo medalha de ouro na Academia Imperial pela tela A Carioca, um nu sensual recusado por Dom Pedro, a quem fora ofertada, encarregou um amigo no Rio de vender o prêmio, com cuja renda pôde manter-se mais um tempo.
Em 1868 defendeu a tese A Ciência e os Sistemas: Questões de História e Filosofia Natural na Faculdade de Ciências da Universidade de Bruxelas, obtendo o grau de Doutor em Ciências Naturais, aprovado com mérito e indicado em janeiro do ano seguinte como professor adjunto. A aprovação foi noticiada em diversos jornais brasileiros e belgas em termos sumamente laudatórios, assumindo um caráter de acontecimento científico, e segundo seu primeiro biógrafo lhe valeu a Ordem do Santo Sepulcro, outorgada pelo papa Pio IX. Datam deste período as pinturas São Marcos, Visão de São Paulo e Cabeça de São Jerônimo. Ao mesmo tempo, o governo o pressionava para que voltasse e assumisse sua cadeira de professor na AIBA.

### Consagração

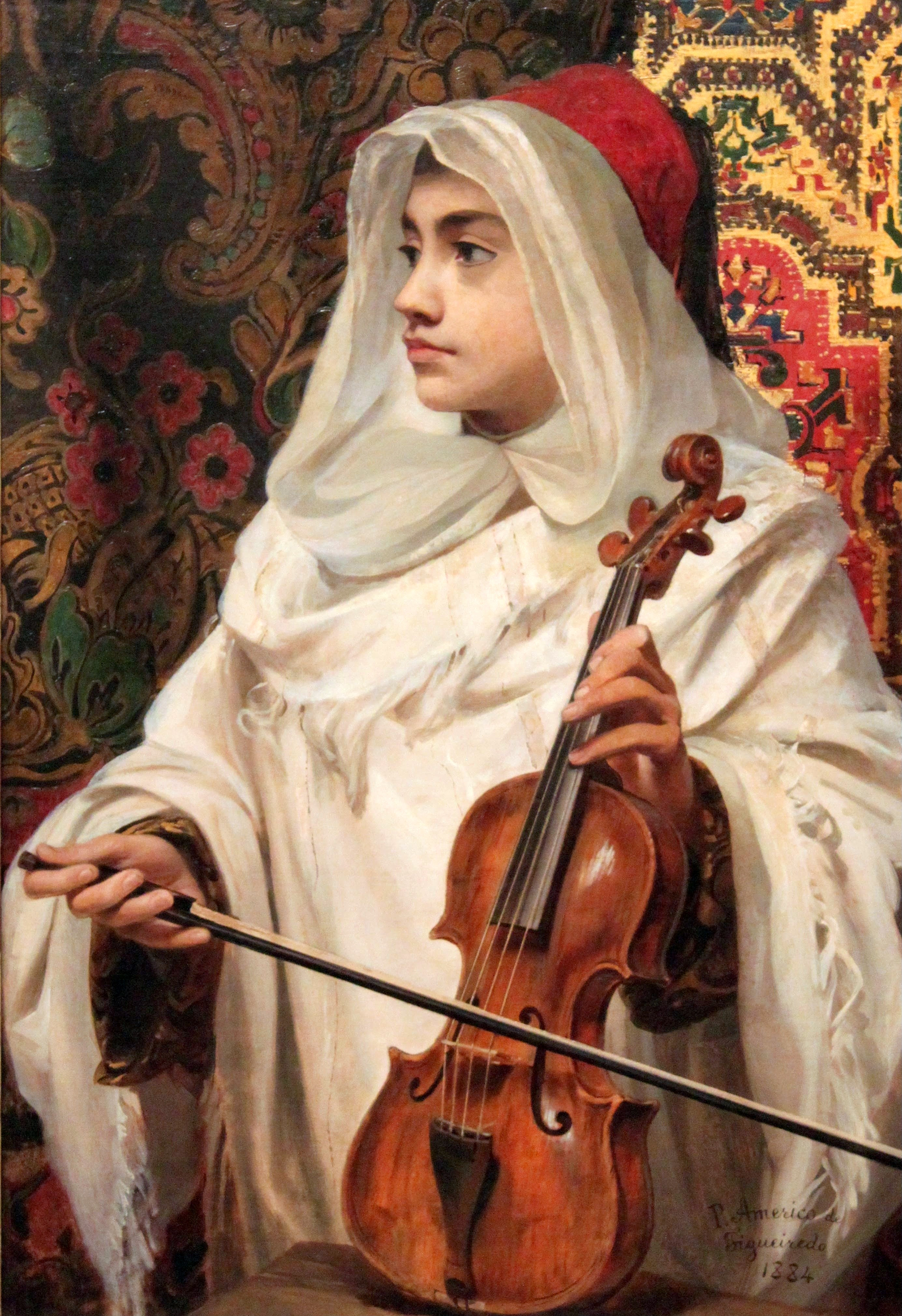
A rabequista árabe, 1884, Museu Nacional de Belas Artes

Cedendo, voltou para seu país em 1869, passando antes por Portugal, onde no fim do ano casou com Carlota (1844-1918), filha de Manuel de Araújo Porto-Alegre, então cônsul brasileiro em Lisboa. Com ela teria mais tarde três filhos. Chegou ao Rio no início de 1870 e passou a dedicar-se à pintura de telas mitológicas, históricas e retratos. Na Academia Imperial lecionava arqueologia, história da arte e estética. Também escrevia, passou a dirigir as seções de numismática e arqueologia do Museu Imperial e Nacional, e fazia caricaturas para o periódico A Comédia Social.

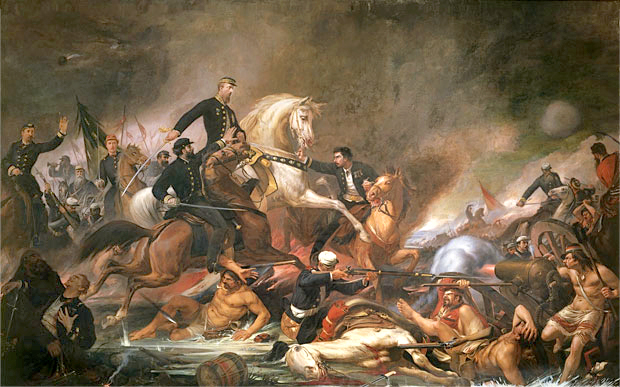
A Batalha de Campo Grande, 1871, Museu Imperial

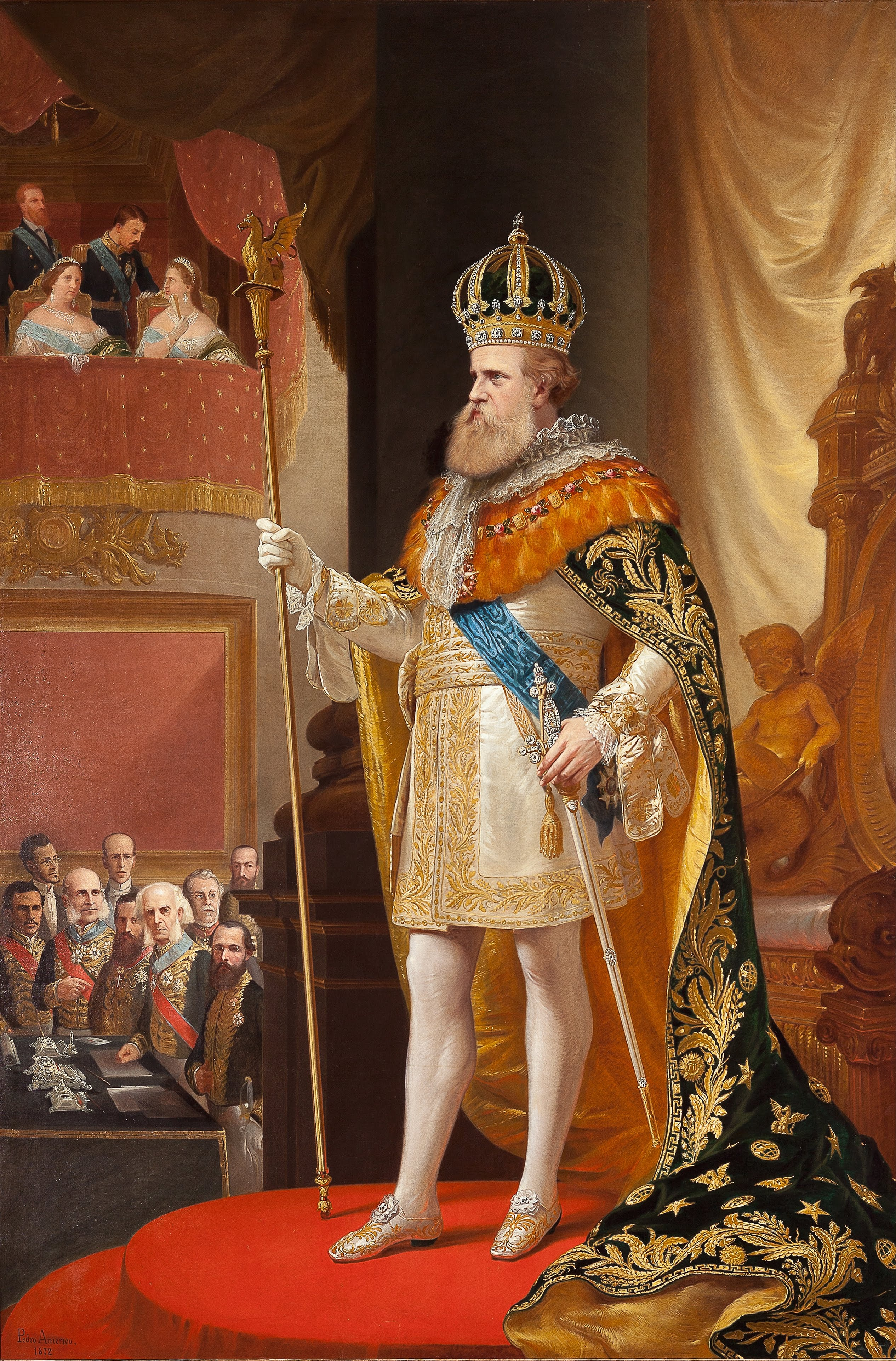
Fala do Trono, 1873, Museu Imperial

Mas ao voltar da Europa era um pintor ainda desconhecido pelos brasileiros. Uma carreira de professor não oferecia muitas perspectivas de fama e fortuna, o mercado de arte brasileiro ainda era incipiente, e ao que consta tinha uma personalidade difícil, orgulhosa e auto-suficiente, que lhe rendeu vários desafetos. No entanto, aproveitando a onda de patriotismo desencadeada pela vitória brasileira na Guerra do Paraguai, e incentivado pelo imperador, pintou a tela Batalha do Campo Grande, uma composição de grandes dimensões em que buscou enaltecer a monarquia e o principal herói na batalha, o Conde d'Eu. Ganhando o apoio da imprensa, organizou uma intensa campanha promocional de sua obra. Entre agosto e setembro de 1871 quase não passou um dia sem que os jornais cariocas falassem do artista ou da tela, que foi visitada por mais de 60 mil pessoas. Ao mesmo tempo, Luís Guimarães Júnior publicou uma pequena biografia muito romantizada sobre o artista, que ganhou ampla circulação e aumentou sua popularidade. Como resultado, já no fim do ano se tornara um pintor famoso em todo o país, recebendo encomendas e distinções, como a Imperial Ordem da Rosa no grau de Oficial (mais tarde promovido a Grande Dignitário e Comendador) e o título de Pintor Histórico da Imperial Câmara, mas se tornando também o centro de grandes polêmicas.
Também neste período e no mesmo espírito produziu a Fala do Trono, Ataque à Ilha do Carvoeiro, Passo da Pátria, Passagem do Chaco, e começou os esboços para uma encomenda do governo que seria uma das suas maiores obras-primas, a vasta Batalha de Avaí, que executou a partir de 1874 em Florença e que só viria a ser concluída em 1877. Quando exposta pela primeira vez em Florença, ainda incompleta, causou sensação entre os conhecedores de arte que estavam reunidos em grande número na cidade para as comemorações do quarto centenário do nascimento de Michelangelo. A obra, e um discurso que proferiu em duas línguas diante da estátua de David do mestre da Renascença, espalharam sua fama por toda a Europa, sendo celebrado em uma quantidade de artigos e notícias como um dos maiores pintores de seu tempo. O governo italiano, ecoando os louvores generalizados, solicitou ao artista um retrato para que figurasse junto dos luminares da arte de todos os tempos na galeria de retratos dos Uffizi, sendo exposto entre os de Ingres e Flandrin, seus próprios mestres. Quando foi exposta no Brasil, na Exposição Geral da AIBA de 1879, ao lado da Batalha de Guararapes de Victor Meirelles, despertou uma polêmica ainda maior do que a batalha anterior. Mas os argumentos eram semelhantes: atacava-se principalmente um alegado excesso de fantasia e romantismo, bem como pouca veracidade histórica na representação da cena. O artista, contudo, estava ciente de que uma pintura é uma pintura, e não a realidade: "Um quadro histórico deve, como síntese, ser baseado na verdade e reproduzir as faces essenciais do fato, e, como análise, (ser baseado) em um grande número de raciocínios derivados, a um tempo da ponderação das circunstâncias verossímeis e prováveis, e do conhecimento das leis e das convenções da arte". Surpreendentemente, o próprio Gonzaga Duque, o mais influente opositor dos acadêmicos, apesar de criticar pesadamente a obra, encontrou nela elementos para dizer que ele enfim conseguira se desvencilhar da ortodoxia do Academismo e criar uma linguagem nova e pessoal de grande vigor. Ao mesmo tempo, chegou a ser acusado de plagiar a composição Batalha de Montebelo do italiano Andrea Appiani, e outra polêmica incandescente tentava decidir qual das duas batalhas, a dele ou a de Meirelles, era mais bem conseguida. O caso marcou época e se tornou conhecido como a Questão Artística de 1879.
Depois da estrondosa repercussão da Batalha de Avaí, o pintor tentou convencer o governo a apoiá-lo na pintura de uma Batalha de 24 de Maio, mas mesmo oferecendo o trabalho de graça o projeto não frutificou. Desencantado, pediu demissão da Academia, que lhe foi negada. De qualquer forma, valendo-se da estima que o imperador lhe dedicava, conseguiu uma licença e partiu outra vez. No início da década de 1880, já na Europa, ainda tentou voltar ao tema das batalhas, projetando uma Batalha de San Marino, a ser adquirida pelo governo italiano, mas não foi além dos esboços preparatórios.

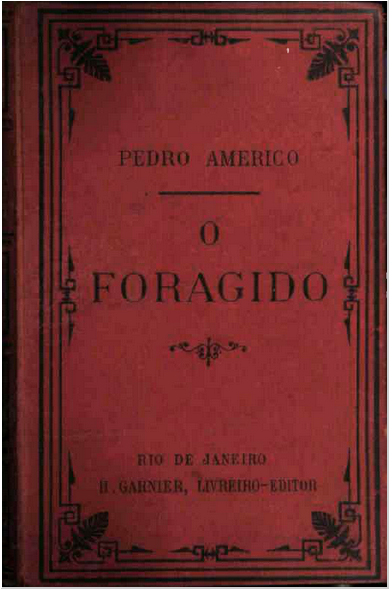
Capa de seu romance O Foragido, 1899

Os anos seguintes passaria principalmente em Florença, abandonando os assuntos cívicos que tinham mercado somente no próprio governo e dedicando-se a obras de um Romantismo tardio e sentimental, em alegorias e cenas de temática orientalizante, historicista ou bíblica, tipos que preferia pessoalmente e que tinham maior penetração entre o público, podendo ser destacadas entre elas A Noite acompanhada dos gênios do Estudo e do Amor, Joana d'Arc ouve pela primeira vez a voz que lhe prediz o seu alto destino, A rabequista árabe, Os filhos de Eduardo IV, Dona Catarina de Ataíde e Jocabed levando Moisés até o Nilo. Várias dessas obras participaram de salões da Academia ou foram expostas em Florença, e muitas foram adquiridas pelo governo brasileiro.
Em 1885 visitou brevemente a França e voltou ao Brasil para reassumir a cadeira de história da arte, estética e arqueologia na Academia Imperial, à qual o imperador se fazia presente com assiduidade, e no ano seguinte publicou mais um romance, Amor de Esposo. Mas as encomendas no Rio escasseavam, sua saúde já não era muito boa, e depois de perder um filho, viu seus dois outros caírem doentes. Conseguiu, no entanto, firmar um contrato com o governo do estado de São Paulo para a criação em três anos de outra obra importante, Independência ou Morte!, pintada em Florença em 1888, que se tornou imediatamente célebre e também polêmica. Mais uma vez, debateu-se sua estética e foi acusado de plágio.
Em 1889 participou da Exposição Universal de Paris, onde expôs apenas uma fotografia e esboços preparatórios do Independência ou Morte!, mas que lhe valeram um efusivo elogio de Ernest Meissonier e a admissão como membro da Academia de Belas Artes. A convite do governo francês participou de uma comissão do Congresso Regulador da Propriedade Literária e Artística, e representou o Brasil no Congresso para a Proteção dos Monumentos Históricos, cuja presidência assumiu em várias sessões, na ausência do presidente titular, o arquiteto Charles Garnier.

### Últimos anos

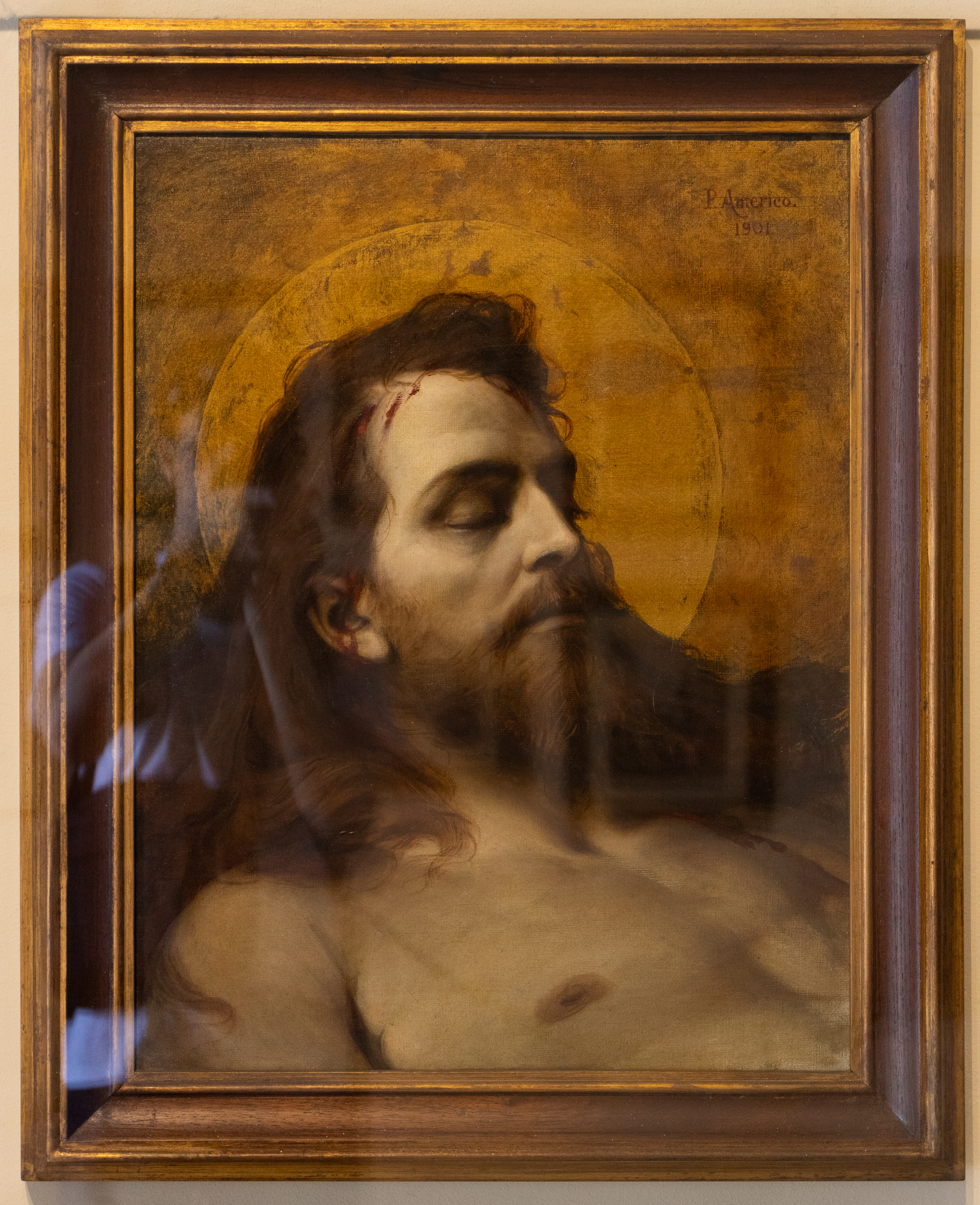
Óleo sobre tela nomeada "Cristo Morto" do pintor Pedro Américo no ano de 1901

Depois de proclamada a República, em 15 de novembro de 1889, mudança que levou ao ostracismo o outro grande mestre acadêmico de sua geração, Victor Meirelles, Pedro Américo, de volta ao Brasil, conseguiu manter parte do seu prestígio junto ao governo, embora como o seu colega fosse igualmente demitido da Academia Imperial, agora reestruturada como Escola Nacional de Belas Artes. Para o novo regime produziu mais obras importantes: Tiradentes esquartejado (parte de uma projetada série sobre a Inconfidência Mineira que não realizou), Libertação dos escravos, Honra e Pátria e Paz e Concórdia. Em 1890 foi eleito deputado por Pernambuco junto ao Congresso Constituinte e durante seu mandato defendeu a criação de museus, galerias e universidades pelo país, mas sua saúde já frágil o impediu de frequentar as sessões com assiduidade.
Ao longo de sua carreira ele acumulara um patrimônio considerável, investindo em títulos do governo, mas com a crise financeira desencadeada pela política do Encilhamento, seus papéis desvalorizaram subitamente e ele ficou arruinado. Em 1894, empobrecido, com a saúde piorando e com a visão prejudicada, mudou-se definitivamente para Florença. Apesar dos seus problemas, ainda pintava muito e escrevia. Publicou os romances O Foragido em 1899, e Na Cidade Eterna em 1901.
Faleceu em Florença no dia 7 de outubro de 1905, vítima de "cólica de chumbo", suposta intoxicação pelas tintas que usava. Por ordem do presidente do Brasil, Rodrigues Alves, e aos cuidados do Barão do Rio Branco, seu corpo foi embalsamado e transladado para o Rio de Janeiro, onde ficou exposto durante alguns dias no Arsenal de Guerra. Depois foi enviado para João Pessoa, a capital paraibana, onde recebeu exéquias solenes entre luto oficial, comércio fechado e uma multidão de admiradores, e em 29 de abril de 1906 foi provisoriamente depositado no Cemitério São João Batista, até que fosse terminado o mausoléu que o Instituto Histórico e Geográfico do Brasil mandara construir em Areia. O sepultamento definitivo em sua cidade natal aconteceu em 9 de maio de 1906, também cercado de grandes homenagens. A casa onde nasceu hoje é um museu dedicado à sua memória, a Casa Museu Pedro Américo.

## Obra pictórica

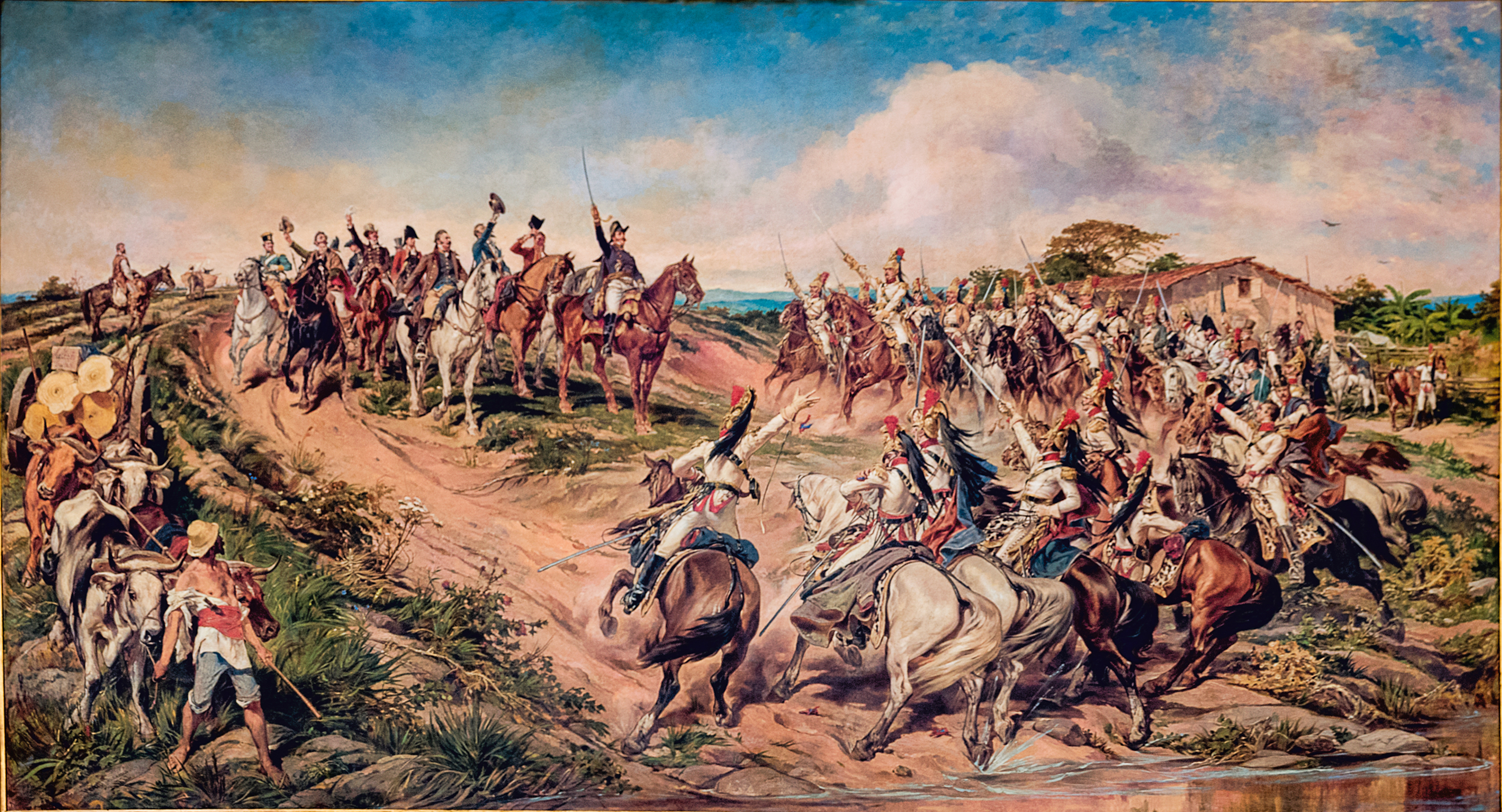
Independência ou Morte!, também conhecido como O Grito do Ipiranga, 4,15×7,6m, 1888, Museu Paulista

### O contexto nacional e o Academismo
Em sua geração o Império estava internamente entrando em uma fase de razoável estabilidade, se afirmava como a maior potência sul-americana e sua economia e cultura se diversificavam e expandiam. Havia muitos problemas, certamente, mas buscava-se a sua superação numa atmosfera de liberalismo e cientificismo, em que a influência da Igreja declinava e os setores laicos da sociedade se fortaleciam. Interessava à nação, bem como à monarquia vigente, que o país se inserisse favoravelmente numa economia mundial em transformação acelerada e que se estruturava sobre um modelo capitalista. Para alcançar tal objetivo, o imperador Dom Pedro II, amante das artes e ciências que em 1856 escrevera que as duas grandes obras que lhe faltava cumprir eram "organizar moralmente a nacionalidade e formar uma elite", promoveu um programa nacionalista de modernização interna e divulgação do Brasil no exterior. Conhecedor do poder da arte como formuladora e consagradora de símbolos e valores, dentro do seu programa reservou-lhe um papel especial, incumbindo-a de articular visualmente o ideário do novo Império. As atividades se concentraram na Academia Imperial de Belas Artes, fundada em 1816 e por muitos anos em funcionamento precário, mas desde a década de 1850 reestruturada e dinamizada por um patrocínio estatal mais consistente e esclarecido e pela atuação de eruditos como Manuel de Araújo Porto-Alegre. Pedro Américo floresceu durante o auge do Academismo no Brasil. No entanto, a despeito dos sensíveis progressos no sistema de arte, as condições do mecenato da época eram imprevisíveis e a falta de verbas oficiais era um problema crônico. Quanto ao mercado privado, este mal começava a se estruturar.
O Academismo sistematizou um repertório de fórmulas visuais possuidoras de significados específicos, prescrevendo regras para seu uso, como que dicionarizando a história da visualidade e organizando-a numa gramática e numa semântica peculiares. Mais do que isso, estabeleceu um método de ensino de arte baseado em hierarquias de valores em grande parte derivados na tradição filosófica e educativa da Antiguidade Clássica, com todo o seu rol de virtudes morais e cívicas idealistas e toda sua retórica, manifestas na arte através da beleza e da harmonia e de uma utilidade pública. Funcionando em íntima dependência dos Estados e elites, e tendo uma base filosófica idealista, as Academias europeias naturalmente tendiam a ser conservadoras, uma característica que a versão brasileira compartilhou com seus congêneres europeus em cuja imitação fora fundada, mas foram também agentes de importantes avanços artísticos e em muitas ocasiões foram mesmo vanguarda.

### Estilo e técnica
Era dono de uma técnica sofisticada, dava grande atenção ao detalhe e era rápido no trabalho. Pedro Américo, para o bem ou para o mal, foi sempre um acadêmico, mas o acadêmico versátil e eclético da fase mais influente e mais contraditória do Academismo internacional, que se definia como uma complexa mescla de referências clássicas, românticas e realistas. Sua obra expressa aspirações idealistas típicas do classicismo, refletidas nos seus quadros históricos "didáticos" e suas alegorias moralizantes, no seu senso de composição hierarquizada, e até nos seus escritos de caráter humanista; sua caracterização detalhada das figuras e objetos às vezes se aproxima do Realismo, mas sua expressão estilística é principalmente romântica, o que na verdade não chegava a ser uma contradição, visto que o Romantismo foi por si mesmo uma corrente eclética e idealista e em muito devedora dos clássicos. Mas o Romantismo brasileiro na pintura, onde se insere Pedro Américo, foi o da terceira geração romântica, quando o movimento já havia perdido seu caráter original, arrebatado e revolucionário, transformando-se numa corrente mais branda e conformista, mais esteticista e sentimental, que se aburguesava rapidamente e se tornava em muitos aspectos genuinamente "popular".
Entre os artistas que possivelmente foram uma influência em suas obras mais importantes estão Horace Vernet, Antoine-Jean Gros, Eugène Delacroix, Théodore Géricault e François Gérard, bem como os pintores italianos do Risorgimento, como Luigi Bechi. Alguns críticos encontram nele também influências barrocas de Borgognone e Bernini.

### Pinturas históricas: sua importância no projeto nacional e na produção do artista

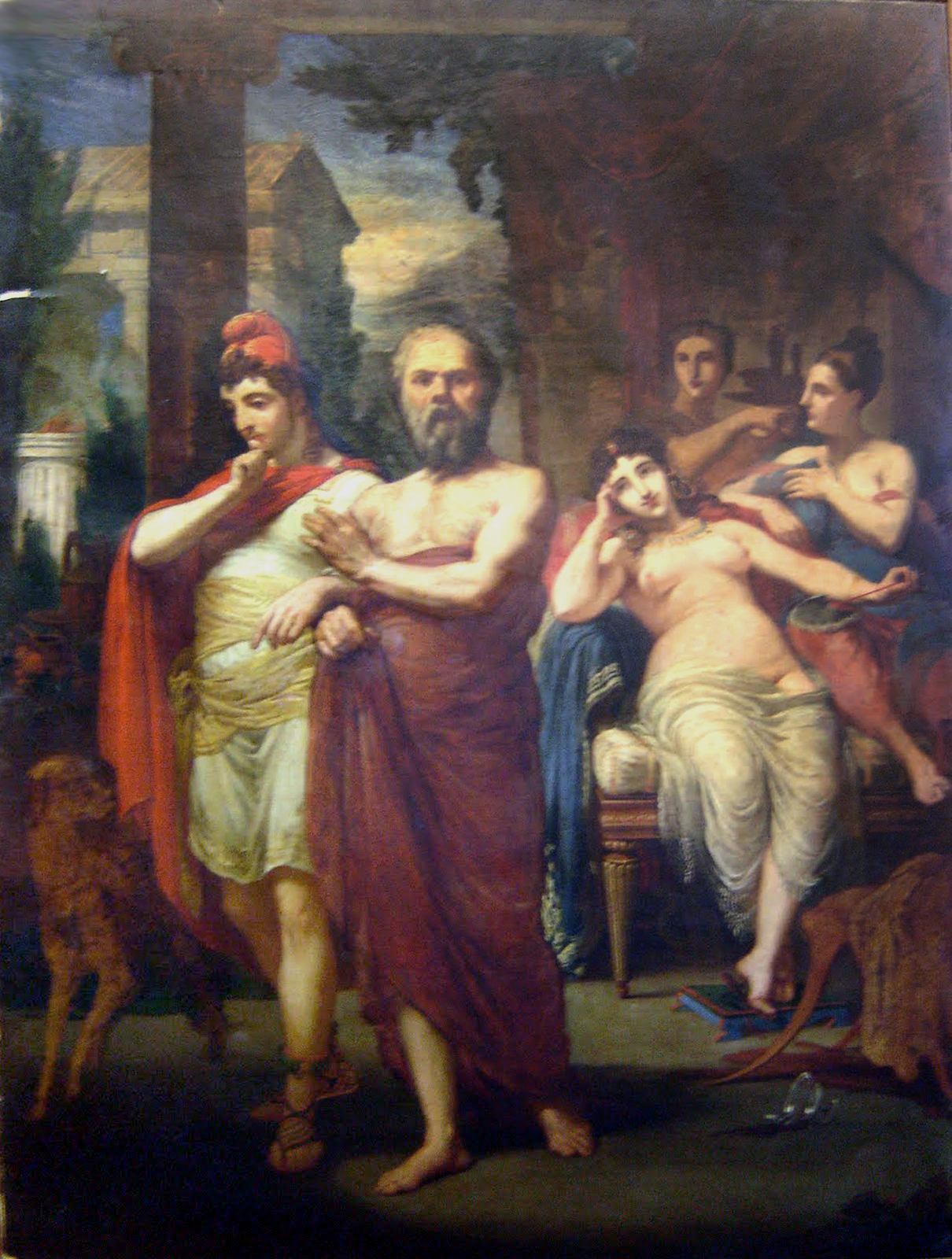
Sócrates afastando Alcebíades dos braços do vício, 1861, Museu Dom João VI. Uma pintura histórica de sua juventude

Para entendermos a importância da pintura histórica na Europa e no Brasil - e de Pedro Américo no seu contexto - é preciso fazer um retrospecto. A "pintura histórica" não significava apenas a representação de quaisquer fatos históricos, mas era a recriação de fatos especialmente significativos para uma comunidade ou nação. Desenvolvia uma retórica visual simbólica e tinha uma função didática moralizante. Foi o gênero mais prestigiado no sistema acadêmico, era o que mais exigia do artista em termos de criatividade, cultura geral e habilidade técnica, era o que mais facilmente podia veicular uma mensagem ética e o que mais perfeitamente podia ilustrar o discurso das elites, consagrando seus valores, dirigindo-se acima de tudo para o grande público. Para atingir seus objetivos a pintura histórica podia trabalhar temas religiosos, propriamente históricos ou absorver figuras míticas do passado clássico para emprestarem alegoricamente maior brilho aos fatos atuais, ou para evocar virtudes exemplares.
A pintura histórica é definida pelo seu assunto e propósito, e não pelo seu estilo. O gênero tem uma origem imemorial, mas se consolidou no período Barroco, quando se desenvolvia o absolutismo europeu. Neste sistema o poder é centralizado, e todos os meios são usados para garantir a total independência e supremacia do soberano e afirmar sua glória. A partir do Barroco, o gênero histórico entrou em sua fase dourada, quando o potencial da sua retórica visual foi percebido e explorado em profundidade pelas elites e governos, e, indiferente à mudança dos estilos ao longo dos séculos sucessivos, continuou servindo aos mesmos propósitos, sempre mais ligada à esfera civil da sociedade, embora muitas vezes pudesse incorporar elementos religiosos em um período em que Religião e Estado conviviam em íntima proximidade e se articulava a doutrina do direito divino dos reis. A iconografia produzida, exaltando o Estado e seu Rei ou representantes, seus feitos e conquistas militares, não raro mostrando-os abençoados por Deus ou por seus anjos e santos, ou cercados de divindades clássicas ou personificações de virtudes, justificava, através de uma arte que deveria maravilhar, seduzir e sobretudo convencer e doutrinar tanto súditos como estrangeiros, a manutenção de um sistema que era capaz de façanhas tão impressionantes na política como nas artes, que atuavam em mútuo favorecimento. Ao chegar o Neoclassicismo, o modelo simplesmente foi mais uma vez revisitado.

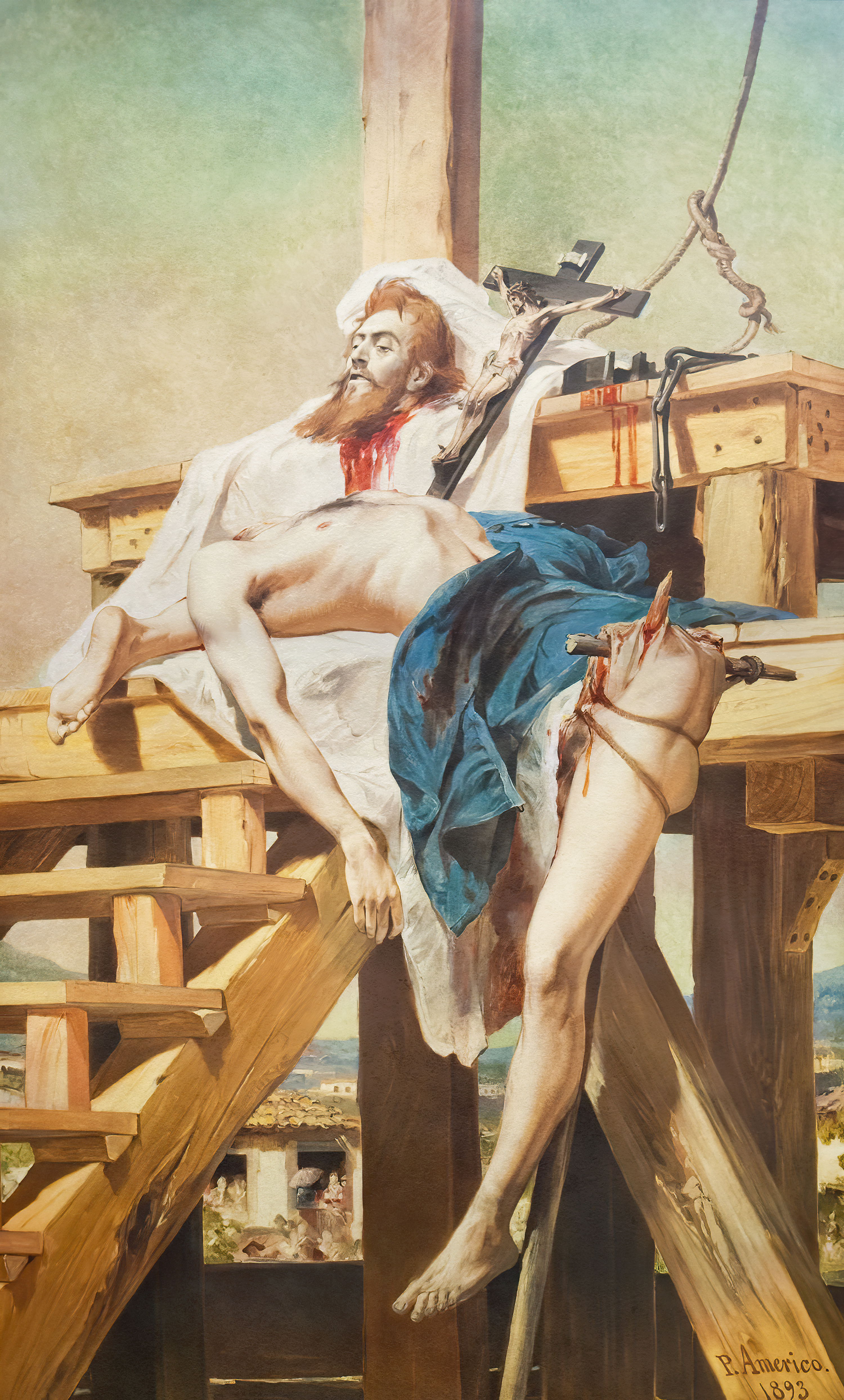
Tiradentes esquartejado, 1893, Museu Mariano Procópio

O gênero não enraizara no Brasil barroco porque não houve uma corte que o patrocinasse nem academias que o ensinassem; o território era uma colônia portuguesa que só servia para ser explorada, e sua pintura, quase toda voltada ao culto religioso, era praticada em sistema corporativo e semi-artesanal. Quando Joachim Lebreton, o líder da Missão Francesa, definiu a estrutura da primeira academia do Brasil em memorando para Dom João VI, isso em 1816, a pintura histórica já estava "prevista" no currículo, pois Lebreton, ele mesmo um acadêmico, não fez mais que decalcar seu projeto na estrutura da Academia de Paris, na época, e em todo o ocidente, reputada como a mais avançada de todas as que existiam. Porém, como a sua versão tropical tardou para funcionar e o Estado, um Império independente desde 1822, estava em perene convulsão e não podia apresentar nada de muito grandioso para se orgulhar diante de uma população insatisfeita e ainda indiferente às artes acadêmicas, o gênero não prosperou de imediato. Os exemplos deixados pelos pintores da Missão, Jean-Baptiste Debret e Nicolas-Antoine Taunay, foram raros, de escala muito modesta e nem sempre retrataram eventos brasileiros. O nacionalismo ainda não fora adicionado à mistura, a utilidade política da Academia neste momento ainda não fora compreendida, havia poucas verbas para ela e na verdade nem era prioridade oficial mantê-la. Esse cenário desfavorável era a simples expressão de um choque frontal entre duas realidades opostas: um Brasil ainda barroco, religioso e semi-selvagem, e uma França neoclássica, secularizada e sofisticada. Os franceses sabiam da diferença, e faziam questão de assinalar sua "superioridade", mas para piorar esses franceses eram antigos bonapartistas, apoiadores daquele que foi o responsável pela invasão de Portugal e fuga da família reinante para o Brasil. Assim, de um lado eram uma ameaça para os artistas barrocos e, de outro, eram vistos com desconfiança pelos diplomatas ingleses, que exerciam grande influência nas decisões oficiais. O governo, por seu turno, tinha muitos outros problemas para resolver. Proclamada a independência, logo o imperador Dom Pedro I abdicou e o país foi entregue a uma regência, entrando em um período tumultuado. Somando-se os fatores adversos, passaram-se décadas antes que esta Academia pudesse funcionar em bases regulares e fazer seus princípios estéticos e ideológicos enraizarem.
Enquanto isso, os estilos se sucediam mais uma vez, o Brasil absorvia outras influências europeias e começava a predominar o Romantismo. Se os antecedentes imediatos da pintura histórica brasileira estavam no Neoclassicismo, impessoal, racional e universal, o Romantismo, em especial na sua segunda e terceira geração, entre outras coisas enfatizou a nota do particular, a nota do eu, da minoria, da nação ou do clã em relação ao grande grupo, buscando integrá-la ao universalismo clássico, mas preservando um sentido de diferenciação identitária, coesão interna e autonomia. E identidade, unidade e propósito era o que o Brasil precisava. Só quando o Império se estabilizou, enfim, a partir da maturidade de Dom Pedro II, engajadas as forças nacionais sob um programa nacionalista definido, e criado todo o pano de fundo favorável, com uma Academia Imperial já em funcionamento estável, a pintura histórica teve condições para iniciar um florescimento, encontrando em Victor Meirelles e no próprio Pedro Américo seus pioneiros e seus dois mais ilustres representantes, manifestando-se em inédita escala monumental. Mesmo na Europa a Batalha do Avaí foi vista como uma contribuição inovadora a um gênero antigo e venerável, mas lá já em declínio, e que no Brasil teve uma vida tão efêmera, logo desacreditado pelos modernistas.

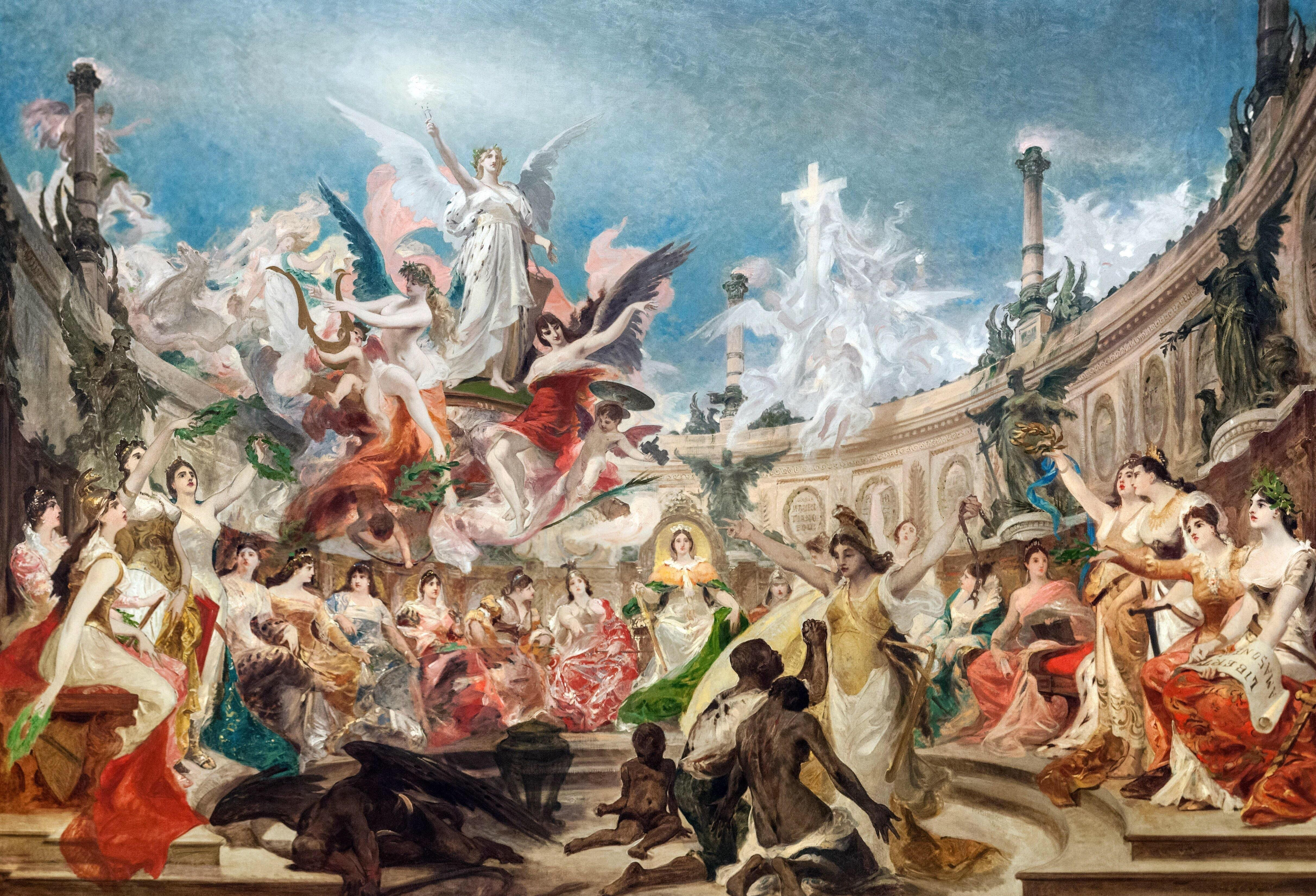
Libertação dos Escravos, 1889, Palácio dos Bandeirantes

A figura de Pedro Américo adquire seu maior relevo como pintor histórico ao atender uma demanda fundamental do governo: a reconstituição de cerimônias ou eventos históricos que sinalizaram autonomia institucional, asseguraram a posse do território, afirmaram o Brasil como potência militar na América do Sul ou exaltaram as virtudes do povo e de seus líderes. Com isso reuniram-se os elementos para a construção de uma iconografia nacionalista que legitimasse este país recente diante das potências internacionais e que ainda carecia de uma simbologia própria. Na primeira e mais brilhante fase de sua trajetória, a imperial, o artista deixou obras históricas desde sua juventude, como Sócrates afastando Alcebíades dos braços do vício e algumas cópias de obras de outros autores europeus, mas seu talento se consagrou com Batalha de Campo Grande, Fala do Trono, Batalha de Avaí e Independência ou Morte!, que respondiam integralmente às necessidades do Estado, das quais Pedro Américo foi sem dúvida um dos grandes intérpretes. Esta capacidade interpretativa lhe assegurou um sucesso único entre as elites patrocinadoras mesmo depois de instaurada a República, quando a apropriação da arte acadêmica pela política permaneceu em essência a de antes, basta lembrar Libertação dos Escravos, Tiradentes esquartejado, Honra e Pátria e Paz e Concórdia, as obras mais capitais da segunda fase de sua carreira, pintadas todas para a oficialidade republicana. As da primeira fase são obras majestosas, eruditas e tipicamente românticas. As da segunda, salvo quanto ao Tiradentes, que é uma peça de duro realismo, as outras são alegorias típicas da eclética e sentimental arte pompier. Estilisticamente o conjunto de suas pinturas históricas espelha as transformações das tendências dominantes no universo acadêmico de seu tempo. Em sua carreira de pintor histórico sempre desencadeou acesas polêmicas, sendo idolatrado por uns, execrado por outros.

### Pinturas bíblicas e outros temas

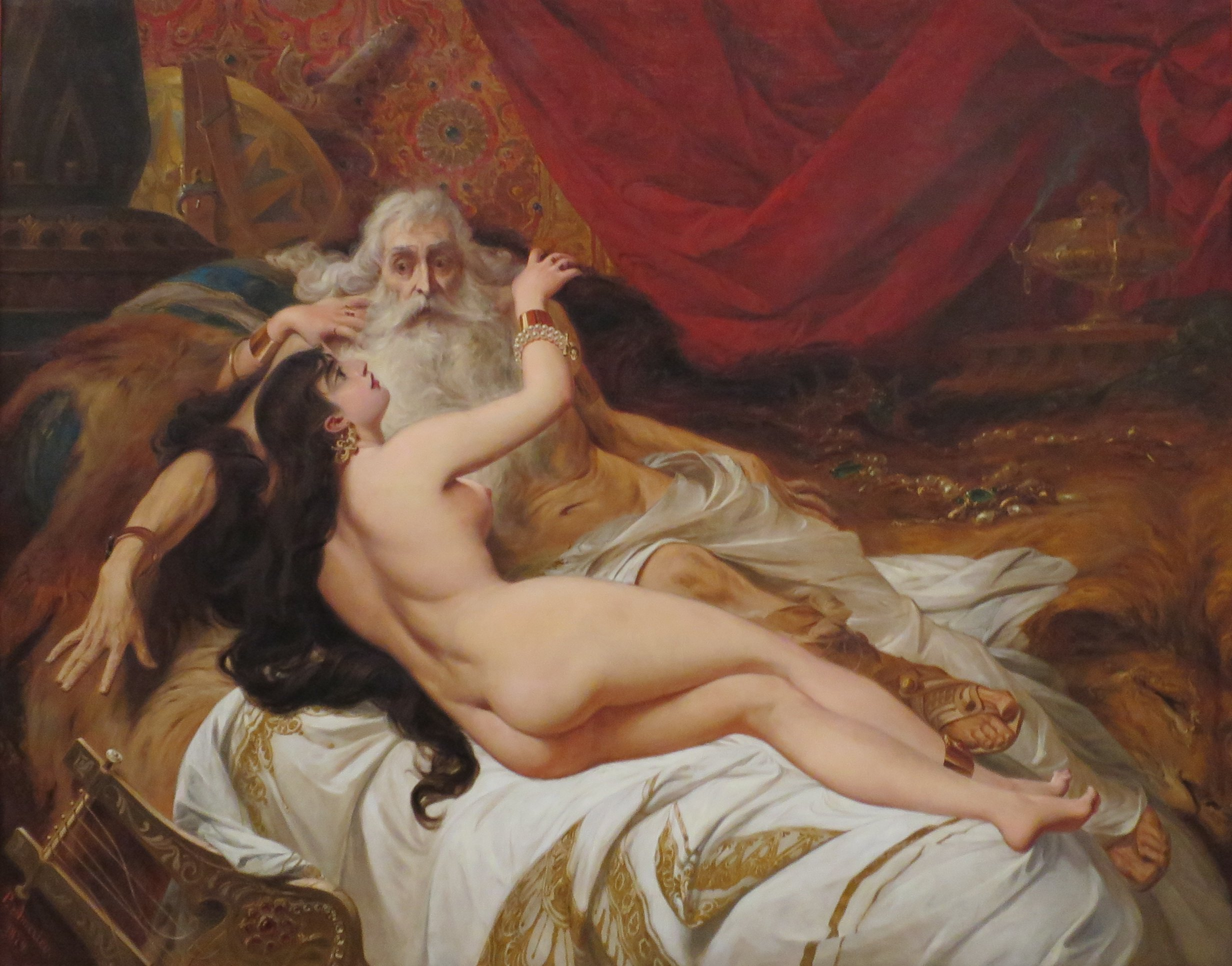
Rei Davi em seus últimos dias é aquecido pela jovem Abisague, 1879, Museu Nacional de Belas Artes

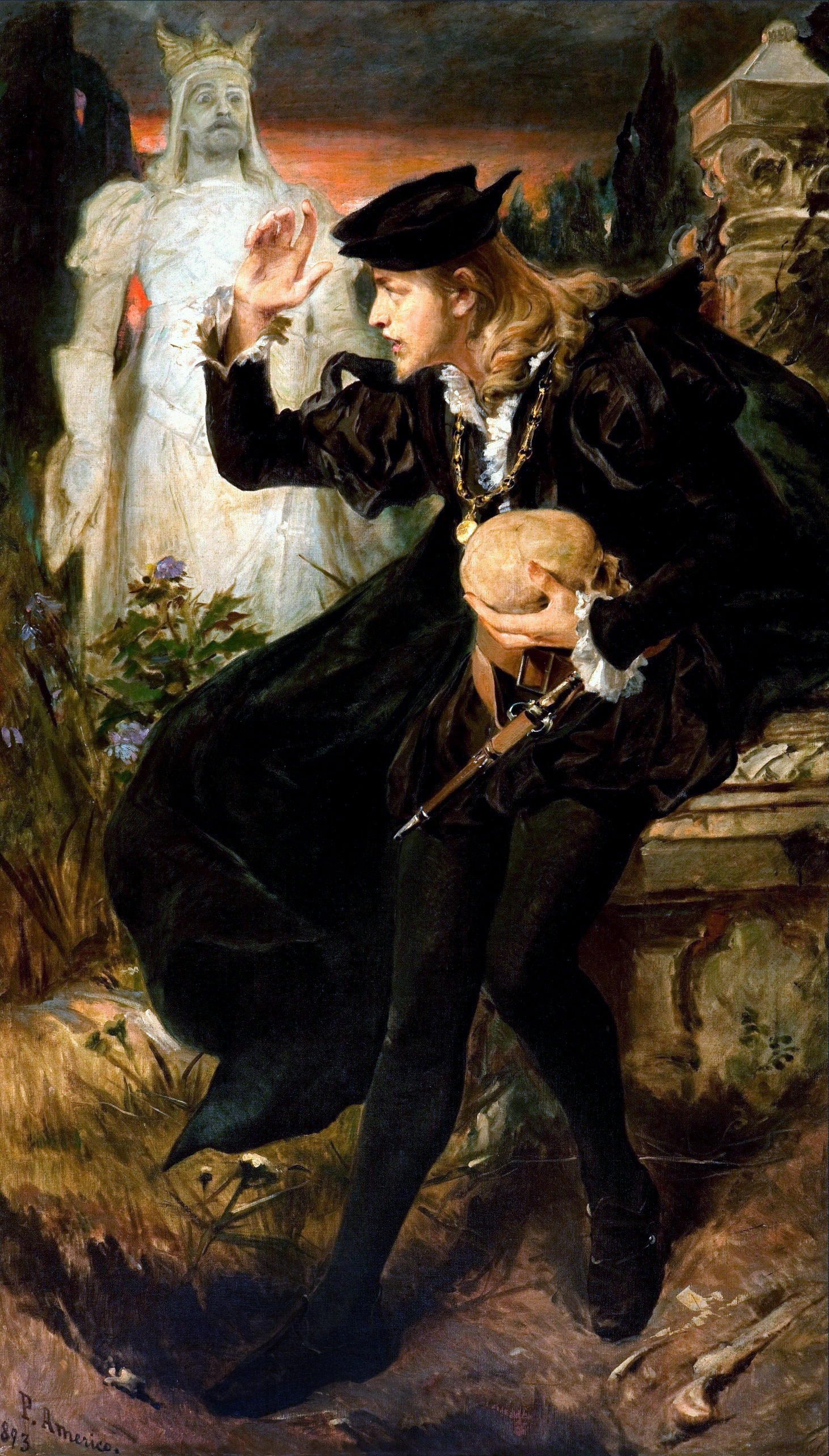
Visão de Hamlet, 1893, Pinacoteca do Estado de São Paulo

Apesar de ser mais conhecido por suas obras cívicas, estas não constituem senão uma fração - e a menor - de sua obra completa. Ao escrever em 1864 para o também pintor Victor Meirelles, afirmou que era a temática bíblica, especialmente do Antigo Testamento, o que mais o atraía: "Minha natureza é outra. Não creio dobrar-me com facilidade às exigências passageiras dos costumes de cada época…. A minha paixão, só a história sagrada a sacia." A este gênero, também bastante prestigiado pelos acadêmicos, considerado uma ramificação da pintura histórica, dedicou a maior parte da segunda fase de sua carreira, a partir da década de 1880. Em que pese sua temática religiosa, as composições bíblicas tipificavam seu romantismo aburguesado pela ênfase decorativista e pelo amor ao exotismo. Além de serem uma preferência pessoal, eram um reflexo de uma mudança no contexto e atendiam ao gosto de um público novo, burguês e sentimental, que não era mercado para obras históricas tradicionais, mas passava a apreciar imagens que dissessem mais respeito à sua própria realidade ou fossem consumíveis sem maiores complicações. Se preferiu a Bíblia como inspiração, não deixou por isso de penetrar em outras áreas então populares, trazendo às telas também temas literários e medievalistas.
Em parte a essa mudança nas preferências gerais em direção ao prosaico e ao acessível se devem a ascensão da estética realista, progressivamente incorporada pelos acadêmicos no final dos século, e a popularização da fotografia, da qual os pintores, como Pedro Américo, passavam a fazer uso como auxiliar da pintura. Neste contexto, a pintura acadêmica continuou sendo apreciada pela burguesia, que não desprezava nem a aura de prestígio de que ela ainda era revestida, nem a alta qualidade técnica da sua produção. No sumário de Ivan Coelho de Sá,
"A sociedade burguesa, tanto na Europa quanto no Brasil - onde teve um desenvolvimento tardio em decorrência do descompasso histórico - terá uma identificação muito forte com o Academismo sobretudo pela riqueza e versatilidade temáticas que possibilitavam uma verdadeira viagem a um mundo de sonho e fantasia: heroísmo greco-romano, revivalismo histórico, dramaticidade bíblica e literária, bucolismo, exotismo oriental e dos novos tipos urbanos. Numa época em que não havia ainda o cinema, cujos primeiros passos são dados somente no final do século XIX, o teatro e, sobretudo, a ópera, eram os únicos rivais à potencialidade visual, retórica e narrativa da arte acadêmica".
Para este público Pedro Américo deixou uma produção significativa, mas pouco estudada, permanecendo à sombra das suas realizações históricas. Esta parte de sua obra foi severamente criticada pelos modernos por encontrarem nela excessos de sentimentalismo e intelectualismo, que o teriam levado à afetação e à artificialidade. Tais ataques lhe imprimiram marca tão negativa que até hoje esta produção em grande parte está esquecida ou é menosprezada. Entre as obras deste grupo que podem ser destacadas estão David em seus últimos dias é aquecido pela jovem Abisag, peça rara por seu sensualismo provocante, a segunda versão de A Carioca, Abelardo e Heloísa, Judite rende graças a Jeová por ter conseguido livrar sua pátria dos horrores de Holofernes, O Voto de Heloísa, Os filhos de Eduardo IV, A rabequista árabe, Joana d'Arc ouve pela primeira vez a voz que lhe prediz o seu alto destino, Visão de Hamlet e Jocabed levando Moisés até o Nilo.

## Obra escrita

### Ensaios e textos críticos
Pedro Américo também deixou diversos trabalhos teóricos em história, filosofia natural e belas artes, além de poesias e romances. Contudo, essa produção é muito menos conhecida e estudada do que as suas pinturas, e seu valor tem sido questionado, mas se torna importante por revelar outras facetas de seu pensamento. Seus primeiros ensaios literários foram poemas escritos quando estudava no Colégio Pedro II, e seu texto mais relevante é A Ciência e os Sistemas: Questões de História e Filosofia Natural, tese que defendeu na Universidade Livre de Bruxelas. Considerada a súmula de sua concepção filosófica, teve ótima acolhida e lhe garantiu o cargo de professor adjunto na Universidade. A tese trata da evolução histórica das artes, da filosofia e da ciência, buscando uma universalidade renascentista de pensamento, e maneja confortavelmente uma grande riqueza de referências eruditas de várias áreas do saber. A análise de Carolina Invernizio ressaltou sua oposição ao positivismo, uma filosofia muito influente na França e no Brasil de seu tempo, e sua filiação mais direta, segundo identificação de Silvio Romero e José de Carvalho, é a vertente espiritualista do ecletismo francês, aproximando-se do pensamento de Victor Cousin, Jules Michelet e Edgar Quinet. Para ele a ciência, bem como a arte, deveriam ser isentas de obrigações particulares, abolindo-se dogmas, opiniões arbitrárias e sistemas exclusivistas, vendo como essenciais ao seu florescimento a livre investigação, a livre criação e o livre pensamento. No prefácio, já advertia:

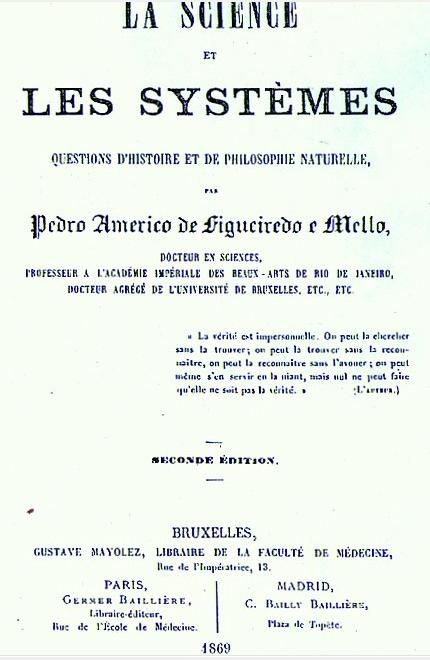
Capa de sua tese de doutorado, 2ª edição francesa, 1869

"Se este livro tivesse sido escrito no Brasil, faltar-lhe-ia certamente cor local, pois nenhuma das questões que eu abordo com alguns desenvolvimentos é tratada aqui sob um ponto de vista nacional; por isso, quem o lesse sem pensar nesse fato – que a situação moral e intelectual da Europa difere bastante da nossa –, o acharia, sob muitos aspectos, algo vazio e sem sentido. Mas, é preciso, então, escrever um livro para provar que a ciência é livre? Para provar que temos por porventura uma alma imaterial, ou então que o homem é um animal racional?…. Mas, para quem quer que tenha acompanhado o desenvolvimento histórico da ciência e conheça a situação atual dos espíritos na Europa, todas essas questões se apresentam como outros tantos problemas cujas soluções, constantemente impugnadas por espíritos exclusivistas, merecem sempre ser renovadas no sentido mais verdadeiro e imparcial".
Seus outros ensaios giram em geral sobre os mesmos temas, apontando a educação como a premissa do progresso, debatendo a natureza do belo e do ideal, afirmando a primazia da arte na ordem social e seu papel educativo e civilizador inerente, valorizando o testemunho da história e a investigação científica, e pregando uma aliança entre razão e sensibilidade à maneira clássica. A mesma inclinação se percebe em parte de sua correspondência e nos textos sobre estética e história da arte que divulgou através de jornais, a exemplo das Considerações Filosóficas sobre as Belas Artes entre os Antigos: A Arte como Princípio Educativo (1864), publicadas como uma série de 22 artigos no jornal Correio Mercantil, do Rio de Janeiro, que constituem um marco pioneiro na história da educação e da imprensa no Brasil. Sua escrita é em geral muito articulada, transitando rapidamente entre referenciais diversificados. Nesses trabalhos muitas vezes também fez crítica social, econômica, histórica e política, reclamando do atraso do Brasil em relação às nações europeias, apontando fontes dos problemas e sugerindo soluções, muitas vezes desafiando autoridades e o governo, e tentando entender o fenômeno cultural sob uma perspectiva integrada ao conjunto da sociedade e ao complexo de determinantes em atuação em cada momento histórico.
Sua participação na política da nova república como deputado rendeu vários discursos e projetos, reunidos e publicados como Discursos Parlamentares (1892), onde muitas vezes, desiludido, criticou a inércia e a imaturidade do poder público, denunciou a similitude entre a retórica monárquica e a republicana e deplorou o atraso geral em que vivia o Brasil. Defendeu principalmente a criação de museus e universidades públicas e gratuitas como instituições indispensáveis em um sistema completo de ensino público, e como bases para a constituição de uma cultura genuinamente brasileira. Mas, segundo Francisca Gois Barros, essas ideias "pouco impressionavam a ilustrada assembleia, essencialmente atenta aos graves problemas da reconstituição política do país… Ouvidas com uma curiosidade mesclada de admiração e cobertas de aplausos, ficaram arquivadas nos anais do Congresso, como pétalas preciosas em um opulento, mas esquecido herbário".

### Romances
Seus romances são narrativas ultrarromânticas de um sentimentalismo patético e extremado, associado a uma descrição realista, quase fotográfica, de ambientes e detalhes. São semi-autobiográficos, maniqueístas, argumentativos, assimétricos, proselitistas, em que tipicamente moços de famílias pobres, porém íntegras, tentam heroicamente galgar os degraus do aprimoramento pelo próprio esforço, em meio a tormentos infinitos e à oposição das forças do mal, representadas pela incompreensão, pela inveja, pela falta de perspectivas e pela apatia dos outros. De fato, nos seus quatro romances, três têm protagonistas que nasceram e viveram sua juventude no sertão nordestino, região brasileira onde Pedro Américo também nasceu e cresceu, notória pela pobreza de sua população e pelo seu ambiente semiárido, hostil à vida humana, e em Holocausto, sua cidade natal, Areia, que serve de cenário para a trama, é vividamente descrita em seus detalhes geográficos e seu perfil urbano. Como são jovens sensíveis, têm inclinação para as artes, mas por isso mesmo sofrem com mais intensidade diante dos infortúnios. Se apaixonam por moças igualmente virtuosas e intelectualizadas, mas seu amor também enfrenta a oposição de pessoas traiçoeiras e maldosas. Em geral esses jovens puros vivem martirizados, vítimas de sua própria nobreza inata e sofisticação, estioladas num ambiente bárbaro e rude. O resultado costuma ser trágico. As tramas não se limitam ao plano ficcional, aprofundando-se em questões sociais, políticas e culturais presentes em seu tempo. Na introdução de Holocausto, um "romance filosófico de caráter e costumes", o mais conhecido de seus romances, apreciado por Joaquim Nabuco, Giulio Piccini e outros intelectuais do Brasil e da Europa, ele apresenta a intenção didática:
"Inspirada na viva recordação de fatos em grande parte sucedidos em minha presença, ou na de amigos dignos do maior crédito, a história da singular existência que aqui procurei esboçar, servirá para demonstrar o quanto nossa sociedade tem progredido neste último quarto de século, e, ao mesmo tempo, o quanto lhe resta a caminhar para merecer o incomparável país que Deus lhe assinalou por cenário".
Contudo, logo no início do romance propriamente dito, a cigana Rhadamina faz lúgubre previsão para o protagonista, Agavino, que serve como eixo estruturador de toda a narrativa — todas as previsões da cigana se confirmam — e permite ao leitor captar algo da atmosfera psicológica opressiva que é muito presente no texto, bem como analisar o seu florido estilo de escrita:

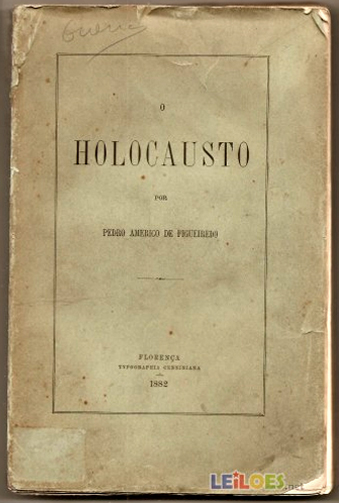
Capa de Holocausto, edição de 1882

"Hás de ser um grande desgraçado, porque tens talentos, virtudes e um coração puro. Eu não careço ler o teu destino na palma da tua destra, porque ele está escrito na tua fronte e nos teus atos. Oh, como há de te ser triste a existência!…. Povo, pátria, grandes e pequenos, sábios e ignorantes, tudo escarnecerá de ti quando te vir passar acabrunhado e aflito pelo caminho do dever e do sacrifício. Triste e solitário como um condenado em sua cela, nem ao menos poderá sorrir para a mulher a quem amas, sem logo sentires nos lábios o amargor da mirra e o roçar do cardo selvagem. Em vão invocarás a justiça dos homens: ela zombará de tua ingenuidade, e até te perseguirá por louco. Expelido do seio da tua pátria, hás de voltar a ela como a criança que se desmama…. O bálsamo da esperança há de ser-te vedado…. Sabes qual há de ser o último gole do teu cálice de amargura? O ciúme. Esse há de fulminar-te! Finalmente, a própria ciência humana, em que crês, e com que acabas de ameaçar-me, há de mutilar-te o cadáver para provar aos curiosos, que tinhas o interior físico de um malvado! Eis o prêmio da tua virtude! E agora, que ouviste, vai, caminha e sofre: será por tua livre vontade!"
Em Na Cidade Eterna, o lamento desolado de Heitor de Montalvano, seu herói trágico, homem solitário "de alma dilacerada", mas puro e reto, que lutava ingloriamente contra a política — "o monstro sem entranhas" —, repete em essência o mesmo motivo:
"Para aquele que conhece as miragens produzidas pelo imaginar de uma alma sequiosa, e já provou a tristeza que geram as desilusões da existência, só o mundo interior é digno de o abrigar, assim como de conter os ideais que ainda o embalam como um último afago; só o domínio dessas impalpáveis realidades nascidas no íntimo do sentimento e iluminadas pelo facho da poesia têm encantos que possam lenir as penas de um viver não confortado de esperanças".
Em outra passagem de Holocausto, que descreve a chegada de Agavino ao Rio de Janeiro, pode ser percebido seu interesse pela descrição realista dos ambientes, combinando detalhamentos científicos a comentários de fundo político e social:
"O panorama que se desdobrava diante de seus olhos, composto da aproximação ótica ou real de montes escavados e pequenos edifícios de disparatados contornos e absurda arquitetura, e tendo por fundo as sombrias montanhas da Tijuca; a grande quantidade de gaivotas da mais desgraciosa espécie, que adejavam em torno dos navios, ou pousavam na superfície turva do mar, onde boiavam as fezes dos mercados e as impurezas de uma cidade privada de esgotos; o inumerável cardume de pequenas embarcações, que rodeavam o vapor tripuladas de negros esfarrapados e homens brancos falando a branda língua dos Brasileiros com um acento estranho; as brancas falúas, com sua marujada de escravos cobertos apenas com aquela tanga remando ao som do azorrague do contramestre; aquelas praias esquálidas e despidas de qualquer artefato hidráulico, das quais os estrangeiros se compraziam em tirar a fotografia, para zombarem do nosso pouco asseio; a multidão de gente maltrapilha e asquerosa, que se viam em cima das rústicas pontes de desembarque; tudo isso junto a um calor superior ao dos sertões, a um horizonte cor de barro, a uma atmosfera úmida, pesada e impregnada dos mais ambíguos perfumes, e as notícias que por toda parte soavam de febres, carestia, crises comerciais, e calamidades de todo o gênero, impressionou Agavino de modo bem diverso do que esperava sê-lo, mormente depois de ouvir as histórias contadas a bordo pelo presidente — em cujo conceito era o Rio de Janeiro uma capital digna do reino das utopias —, e de admirar a costa desde Cabo Frio até a Gávea, a grandiosa entrada da barra, a vasta e pitoresca baía, que encurva até a base da incomparável serra de Petrópolis, em uma palavra, o espetáculo de uma natureza opulenta, e pródiga dos mais augustos esplendores; natureza digna, por consequência, de inspirar os legisladores e os arquitetos Brasileiros, assim como as pompas fluminenses inspiravam o presidente em seus sublimes arrojos oratórios".
O consolo e a esperança de Pedro Américo para os problemas do mundo eram depositados na arte e na ciência, como fica expresso na descrição da transformação de Agavino de espectador passivo em ator consciente no drama de sua própria vida:
"A arte e a ciência apareceram-lhe então no espírito como duas estrelas benditas em céu despovoado de luzes, para reconfortar na resignação, guiá-lo no caminho do ideal, e o reconciliar com a Santa Causa das coisas, sem sacrifício da consciência e da liberdade, de contínuo ameaçadas das dúvidas núncias de irremediáveis descrenças. Uma explicar-lhe-ia a beleza, outra o problema da existência. Por ventura trar-lhe-iam elas algum alívio nessa grande forja de desgostos a que se chama vida social. Eis como pouco a pouco foi-lhe invadindo a consciência de uma ideia nova, a superioridade real do homem instruído: um amor ardente diverso do amor da mulher, o do verdadeiro e do belo; uma convicção diversa da crença viva dos teólogos, a convicção de que a noção teológica de Deus e do universo carecia ser convertida em princípio científico, para se manter perante as formidáveis dúvidas do cristianismo; um sentimento congênere e entretanto superior ao estreito e exclusivo patriotismo dos políticos, o amor da humanidade; uma virtude, enfim, mais nobre do que aquela de que faziam tímbreos que temem as penas eternas, isto é, a contínua prática do bem por amor do bem, sem preocupações de temores do inferno nem de esperanças das celestes beatitudes".

## Fortuna crítica

### O artista, a política, a história

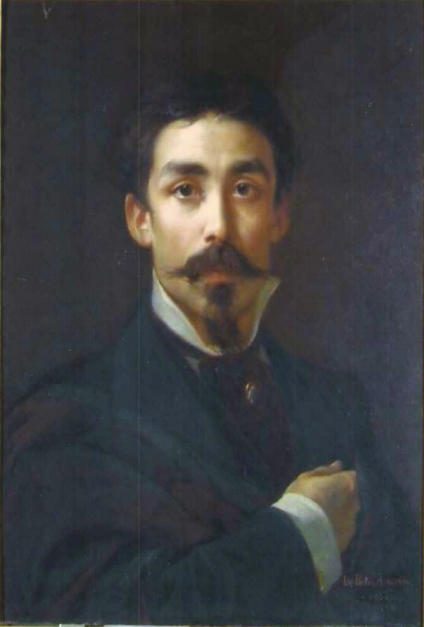
Auto-retrato, 1877, Galeria dos Uffizi

Figura carismática e controversa, tinha um preparo intelectual único entre os artistas brasileiros de seu tempo, e alimentava uma elevada opinião sobre si mesmo e suas conquistas. Foi "endeusado, combatido, amado e repelido", como já dissera Gonzaga Duque, produziu obra complexa e eclética, se envolveu em grandes polêmicas ao longo de toda sua carreira e fez inúmeros amigos e detratores em vida e postumamente. Em 1871, tendo o artista menos de 30 anos de idade, apareceu sua primeira biografia, escrita por Luís Guimarães Júnior, uma peça de propaganda laudatória e dramática sintomaticamente intitulada Um Milionário de Glórias, que foi distribuída por todo o Brasil e também editada no exterior, colocando-o na posição de heroico fundador da escola nacional de pintura, e que é a fonte primária das várias biografias que surgiram depois, quase todas também parciais e exageradas na óptica contemporânea, mas que revelam a intensidade do entusiasmo que sua figura e sua obra podiam despertar. Na opinião de Silvano Bezerra da Silva, as diferentes atividades que desempenhou, como artista, ensaísta, político, romancista, e outras, "além de assinalarem uma personalidade irrequieta, indicam, também, a insistência de Pedro Américo em superar as limitações do meio, e impor-se como intelectual dotado de qualidades plurais". Mas nas palavras de Rafael Cardoso, "quem conhece um pouco a biografia e os escritos de Pedro Américo saberá que não convém atribuir importância demasiada à sua autocontemplação quase ilimitada. Não é surpreendente que um homem que, além de se considerar o maior pintor do seu tempo, gabava-se de ter refutado Bacon, Kant e Comte no terreno da filosofia e ainda se arriscava como romancista, atribuísse às suas próprias obras um alto valor histórico".
Era dotado de um acentuado senso de independência profissional, sendo um hábil negociador de seus interesses junto a clientes, à imprensa e aos patrocinadores oficiais. Nem sempre conseguiu tudo o que desejou, mas em parte ao seu dinamismo e assertividade neste sentido se deve o seu enorme sucesso internacional. Com apenas quinze anos, já consciente de seu talento, solicitara o patrocínio pessoal do imperador, e durante toda a sua carreira buscou sua promoção sistematicamente, obtendo uma resposta internacional inédita para um brasileiro, sendo tema de cerca de 300 artigos publicados em muitos países da Europa, principalmente a Itália e Alemanha, além, naturalmente, do Brasil, em sua maioria com grandes louvores ao seu talento. Ernesto Gomes Moreira Maia, diretor interino da AIBA, foi um exemplo: "Os quadros do Dr. Pedro Américo, quase todos próprios só para galerias por suas dimensões, formam uma coleção de grande merecimento, tanto pela sua perfeita execução, como pelo sentimento da composição toda idealista; e embora os detratores do artista procurem neles imaginários defeitos, os quadros permanecerão para glória de seu autor e da escola donde saiu e honra daqueles que lhes derem o devido apreço". Laudelino Freire foi outro: "A obra de Pedro Américo…. sobreleva-se na unidade criadora das manifestações do gênio. Em nenhum momento da nossa evolução, tivera a pintura pincéis que a traduzissem com acentos de inspiração tão subida, de mais nobre pensamento e superioridade de expressão". E o diplomata José Manuel Cardoso de Oliveira afirmava que ele era "vulto nobre e simpático, herói pelo poder da vontade, gênio pelo talento, mestre pela sabedoria, modelo pelas virtudes, atleta pelo trabalho".

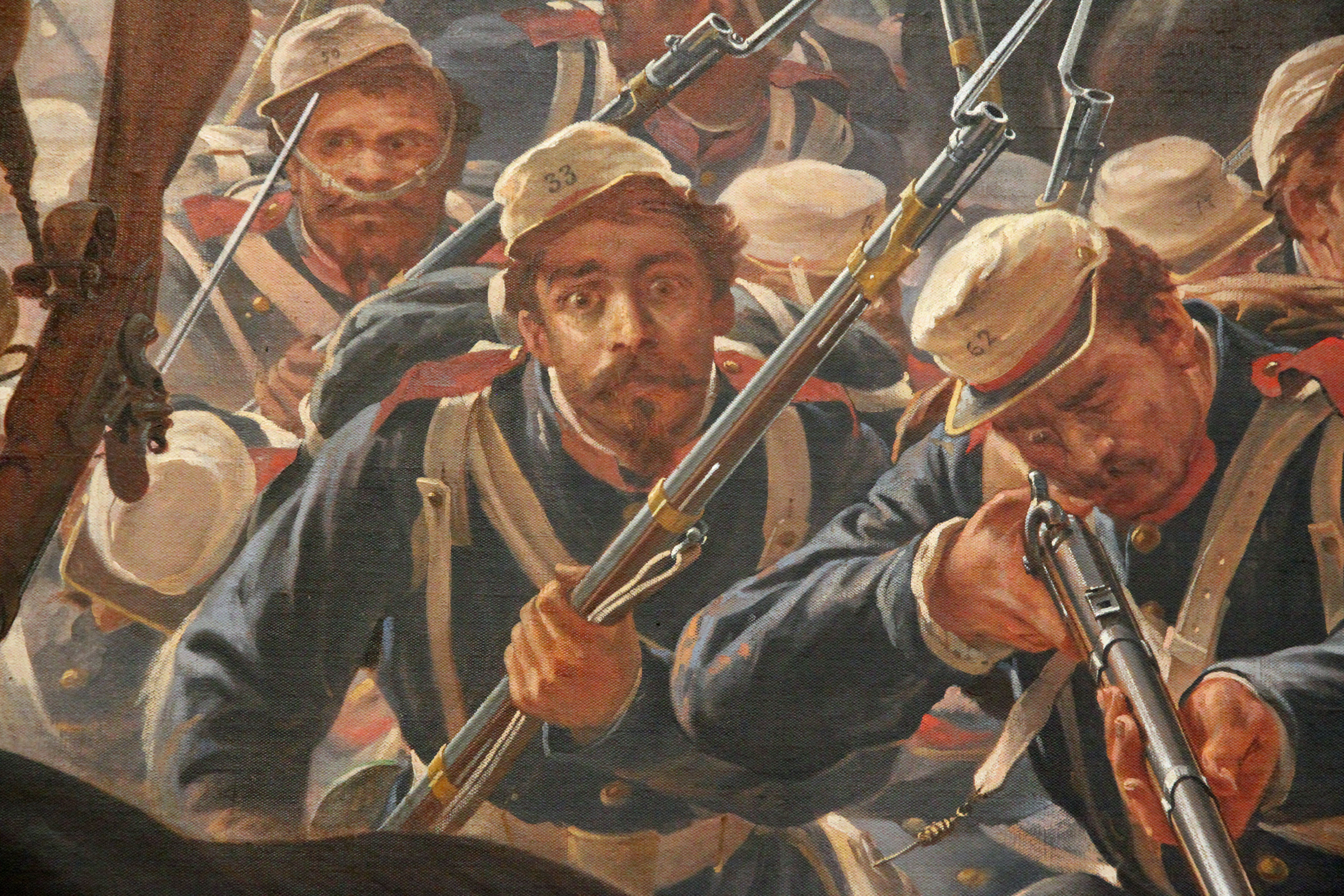
Auto-retrato de Pedro Américo como o soldado 33 na Batalha do Avaí

Sua adesão ao programa do governo imperial na década de 1870 é um fato histórico, e seu sucesso inicial dela dependeu em grande medida, mas se era sincera, não se sabe ao certo. Sempre buscou reafirmar sua independência intelectual, criticou os problemas do sistema político e cultural, aparentemente foi um republicano e democrata desde cedo, e Gonzaga Duque o chamou de oportunista. Que ele era ambicioso, que soube tirar partido do seu contexto e adaptar-se a mudanças políticas e estéticas, não há dúvida, mas para vários autores seu humanismo e seu interesse pelas grandes linhas evolutivas da cultura humana eram genuínos, e não simples retórica. De qualquer modo, ele fez parte ativa do processo cultural que estava em andamento no país. Em discurso que pronunciou em 1870 na presença do imperador, por ocasião da inauguração do curso de estética e história da arte na AIBA, Pedro Américo descreveu os artistas como "verdadeiros profetas da civilização" engajados "nas batalhas do progresso". Como analisou Rafael Cardoso,
"Seu discurso enfatiza a necessidade urgente de investir na educação dos artistas, 'cujas produções hão de ser o símbolo dos nossos tempos, quando os séculos vindouros interrogarem anelantes os códices do passado'. Do ponto de vista dos séculos vindouros anelantes, estas afirmações são especialmente reveladoras em função do momento histórico em que foram feitas: logo após o final da Guerra do Paraguai mas antes que viessem à tona (a partir de 1871) as principais representações das suas batalhas na forma de pinturas históricas, inclusive aquelas de autoria do próprio Pedro Américo. Seu discurso prenuncia, e quase que enuncia de modo programático, a enorme repercussão crítica e ideológica que seria atingida por alguns desses quadros, culminando…. nas 'batalhas' da opinião pública em torno da 25ª Exposição Geral de Belas-Artes, ou Salão de 1879. Por enquanto, o que importa é registrar a consciência nítida que possuía o artista de estar engajado em um processo de produzir os símbolos do seu tempo".
Importa também dizer que esse discurso encontrava eco em diversas outras fontes críticas, que estabeleciam uma espécie de equivalência entre os esforços militares e artísticos brasileiros, em suma referendando as afirmações de Pedro Américo sobre a glória nacional como "filha legitima" do encontro entre as conquistas militares da guerra e as conquistas intelectuais da paz, chegando a ser chamado de "herói" e "patriota", e comparado aos combatentes da Guerra do Paraguai. Naquele momento, a Guerra foi um fator de intensa união nacional, possivelmente "o marco fundamental na cristalização da identidade nacional durante o Segundo Reinado", como pensa Cardoso, "no qual as elites de todas as regiões brasileiras optaram livremente por participar de um projeto conjunto de nacionalidade, assentado nos valores liberais da moderna Europa", considerando o Brasil um povo "evoluído" - como provavam e alardeavam seus sucessos artísticos - que tinha o direito de civilizar militarmente os "bárbaros" paraguaios. Esta visão progressista da arte como um instrumento educador e um fenômeno vital para a evolução das sociedades foi aprofundada e ampliada à exaustão em seus muitos escritos.
Por outro lado, alguns críticos acreditam que suas longas estadas na Europa eram uma fuga do Brasil, pelo qual e por cuja história teria pouco interesse. Suas preferências temáticas pessoais, como ele mesmo declarou, caminhavam em outra direção. Seja como for, foi sobre suas obras históricas que sua memória mais duradoura se construiu, obras que adquiriram, como poucas outras, um status de ícones nacionais.

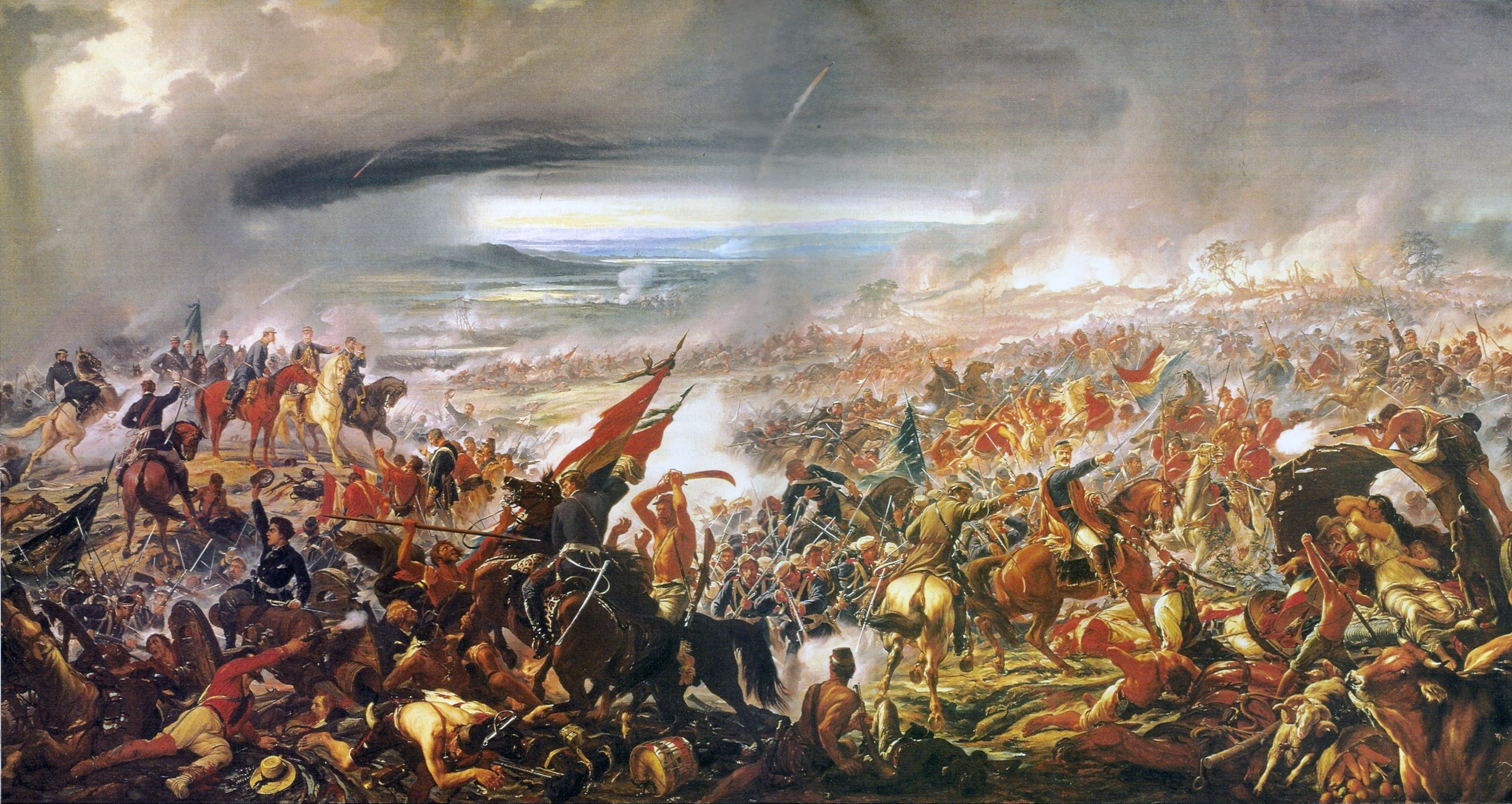
Batalha do Avaí, 6×11m, 1877, Museu Nacional de Belas Artes

### Entre a tradição e a modernidade
Mesmo contando com muito aplauso, sua obra não passou imune pelo crivo de críticos ligados ao modernismo emergente. Para Gonzaga Duque, depois da Batalha do Avaí - que embora "confusa", "incompreensível" e "cheia de defeitos" era "a maior obra de arte que o Brasil possui" - ele havia estagnado: "Nenhum progresso alcançou no espaço de cinco anos…. Não direi, entretanto, que tenha estacionado para todo o sempre; isto não; mas direi que algum poder, acima da vontade do artista, tem afastado a sua mentalidade dos trabalhos do nosso tempo, das nossas aspirações do nosso sentimento estético, das necessidades da nossa época". Atacou também os seus escritos filosóficos e seus romances, dizendo que o artista enveredava por áreas que não lhe diziam respeito somente por vaidade, e cujos frutos eram anacronismos que só satisfaziam espíritos frívolos: "Não lhe bastou a conquista dos segredos da sua arte, desejou mais, procurou as honras de um pergaminho, bacharelou-se na Sorbonne e, depois, doutorou-se na Bélgica. Veio-lhe a crise da grandeza, que se reproduziu por diversas vezes na sua vida". Já Angelo Agostini era implacável em seu sarcasmo. Sobre a alegoria da Noite, disse que deitava "claras de ovos batidos no espaço! Bonito pensamento (se é dele), mas quanto à execução…. detestável! Que desastre!"; sobre a Judite, "rende graças a Jeová por ter conseguido degolar Holofernes sem ensanguentar nem amarrotar o seu belo toalete, nem as suas lindas mãos. Que limpeza!"; e sobre Jocabed, que na tela leva sua mão ao rosto com expressão ansiosa, comentou que "antes de separar-se de seu filho, a mãe de Moisés sente uma profunda dor de dentes". Oscar Guanabarino lamentava a influência perniciosa que exercia: 

A Noite acompanhada dos gênios do Estudo e do Amor, 1883, Museu Nacional de Belas Artes

"A pintura histórica, tão recomendada e exigida, apresentava sempre fatos históricos que nenhuma relação tinham com a nossa vida. Pedro Américo, professor de arqueologia, caindo em constantes erros nessa matéria, dava-nos Joana d'Arc, Moisés, Judite, Heloísa e Abelardo, Voltaire, e tantos outros quadros de assunto estrangeiro, quando a nossa história ainda estava, como está, por explorar; e como esse pintor era quem dava a nota naquela época, todos os outros seguiram-lhe nas águas e lá vinham as coleções bíblicas, em que o São Jerônimo não falhava".
As polêmicas que suas obras seguidamente causaram se dirigiam não somente a ele como artista, mas também como símbolo. Para Cybele Fernandes, "na verdade, avaliava-se também a Academia de Belas Artes e todo o sistema que ela representava, seus métodos, processos, seus professores, sua política, assim como o amadurecimento da sociedade em relação à arte e à sua função social".
Suas pinturas cívicas, embora imediatamente guindadas à fama assim que expostas e aprovadas pelo establishment, especialmente a Batalha de Campo Grande, a Batalha de Avaí e Independência ou Morte! incomodaram bastante gente, que viram nelas uma falsificação da verdade factual dos eventos retratados. Segundo Elias Saliba, naquele período de inovações técnicas e científicas aceleradas, o grande púbico já estava acostumado com a fidelidade visual da fotografia, e desejava ver na pintura histórica a mesma exatidão científica, não mais as convenções abstratas e idealistas da antiga tradição acadêmica. Contudo, não havia registros em imagem dos eventos que ele pintou, e apesar de suas extensas pesquisas documentais prévias, o artista considerava muito difícil….
"restaurar mentalmente, e revestir das aparências materiais do real, todas as particularidades de um acontecimento que passou-se há mais de meio século, principalmente quando não nos foi ele transmitido por contemporâneos hábeis na arte de observar e descrever. A dificuldade cresce na proporção da necessidade que tem o artista – espécie de historiador peado pelas exigências da estética e pelas incertezas da tradição – de individuar circunstâncias de cuja veracidade se pode duvidar, e que nem por serem reais merecem a atenção da história e a consagração do belo".
Comentando sobre estes aspectos no caso da Independência ou Morte!, a pesquisadora Consuelo Schlichta considera que, segundo a óptica acadêmica, se necessário a verdade precisaria ser falseada para se poder criar uma impressão de verdade convincente e comovente. Segundo alguns relatos, o imperador, que estava em meio a uma viagem a São Paulo, ao receber as notícias que o levaram a proclamar a independência, foi encontrado sofrendo dores de um "mal gástrico". Para piorar, tinha um asno como cavalgadura e se fazia acompanhar de um magro punhado de soldados que com toda a probabilidade usavam fardas surradas e mal-cheirosas. Naturalmente a representação da "verdade", neste caso exemplar, teria um efeito todo oposto ao pretendido, que era o de consagrar um verdadeiro mito fundador e glorificar o "autor" da nação independente. Era preciso, mais do que evocar a história, inventá-la, e mais que inventá-la, teatralizá-la, de modo que a memória em foco se cristalizasse influentemente no imaginário popular de acordo com um programa pré-estabelecido. Assim, Dom Pedro, colocado no eixo de toda a composição, na obra de Pedro Américo deixa de ser um simples mortal e um governante controverso para se tornar um ícone, o salvador da pátria, o perfeito herói e líder, cavalgando um cavalo garboso, com uniforme de gala e comandando um batalhão de dragões igualmente lustrosos e intrépidos, que respondem ao brado memorável de forma unívoca, vigorosa e harmoniosa e representam, junto com alguns camponeses que assistem a cena, todo o povo brasileiro, forte, leal e unido. Obras assim são, como sintetizou Jorge Coli, ficções que constroem a História. O próprio pintor o confirma:
"A realidade inspira, e não escraviza o pintor. Inspira-o aquilo que ela encerra digno de ser oferecido à contemplação pública, mas não o escraviza o quanto encobre contrário aos desígnios da arte, os quais muitas vezes coincidem com os desígnios da história. E se o historiador afasta dos seus quadros todos os incidentes perturbadores da clareza das suas lições e da magnitude dos seus fins, com muito mais razão o faz o artista, que procede dominado pela ideia da impressão estética que deverá produzir no espectador".
O contraditório das polêmicas sobre ser moderno ou ser fiel aos fatos foi que enquanto muitos criticavam a falsidade das composições, em vários aspectos o pintor foi muito fiel à realidade. Pedro Américo, assim como muitos outros pintores da sua geração, usou efetivamente fotografias como modelo para a descrição da topografia dos cenários, dos detalhes e caracterizações individuais, das cavalarias e equipamentos bélicos. Havia de fato uma farta iconografia de consumo popular e fácil acesso sobre soldados e milícias. Ele chegou a fazer pesquisas de campo e solicitar entrevistas, documentos e retratos fotográficos de alguns dos personagens ainda vivos que participaram dos eventos históricos, buscando para esses elementos uma transposição pictórica realística. Provavelmente sua formação científica também o inclinou a isso - embora ele próprio rejeitasse o rótulo de pintor realista -, e adotando este procedimento antiacadêmico, anti-idealista, recebeu uma aprovação parcial pelos críticos da academia, que o consideraram um renovador do gênero histórico em comparação ao mais "antiquado" e "conservador" Meirelles. Colocava-se ele, assim, em certo sentido, na vanguarda, embora em outros aspectos os pré-modernistas ainda o vissem como um acadêmico formal. Porém, é de lembrar que em muitos textos o próprio artista propôs reformas no sistema acadêmico para acompanhar a evolução dos tempos e incorporar a diversidade estética que existia no seu tempo, e rebelou-se contra o excesso de idealismo dos acadêmicos mais tradicionais e a tirania da Escola de Belas Artes de Paris.
Em 1943 foi comemorado festivamente o centenário de seu nascimento, quando se pronunciaram sobre ele Gilberto Freyre e José Lins do Rego, importantes intelectuais do Brasil. Não obstante o momento ser de homenagem, Freyre ainda repetia críticas modernistas no seu questionamento dos favores que o pintor gozou do governo e sua suposta falta de "brasilidade", e embora Rego admirasse "sem limites" sua figura e lhe tecesse inúmeros elogios, confessava que sua arte não o agradava muito, o chamava de "grande homem malogrado" e repetia os argumentos de Freyre sobre a ausência da cor local em sua produção: "Não há a luz dos trópicos para ele. Não existe o elemento humano, não existe a mulher, a mulata, o negro, o brasileiro curtido de sol, os homens simples que compravam na loja de seu pai Daniel". Mas terminava seu artigo dizendo que "se houve grandeza no império de Dom Pedro II, Pedro Américo é das mais firmes, das que têm força para vencer o tempo". Por outro lado, Sérgio Milliet, outro intelectual destacado, em seu livro Pintura quase sempre, de 1944, sequer citou suas famosas batalhas.
Hoje, como pintor acadêmico, ele ainda enfrenta algum descrédito de uma parte da crítica, herança daquele mesmo descrédito que cobriu praticamente todos os integrantes de um sistema que o modernismo se encarregou de varrer para o ostracismo e lá deixar por longas décadas, gerando uma carga de preconceitos tão pesada que ainda hoje não se desfez completamente. Mas ele nunca chegou a ser inteiramente esquecido. Em plena fase mais fervilhante do modernismo brasileiro, entre as décadas de 1910 e 1930, se uns diziam que sua geração era "monótona, meticulosa, dogmática, escura", outros já lembravam dele e de Victor Meirelles como fundadores da moderna pintura nacional, papel que havia sido reconhecido desde os anos 1880. Durante o regime militar (1964-1985) ele foi elevado à posição de um dos numes tutelares da nação e a divulgação de suas obras históricas em livros e enciclopédias de larga circulação se intensificou, incorporando à sua galeria de ícones o Tiradentes esquartejado, que até então ficara esquecido em um museu interiorano.

### Anos recentes
O Academismo brasileiro de um modo geral nos últimos anos vem sendo apreciado com olhos mais atentos e imparciais, crescendo o interesse sobre um período cultural que já foi muito criticado e incompreendido mas que sem dúvida teve um significado profundo na história do Brasil e na formação da sua identidade moderna. No balanço atual, já foi definitivamente assegurada para Pedro Américo uma posição de grande destaque na história da pintura brasileira; suas obras mais importantes, familiares para todo povo brasileiro escolarizado, são consideradas um espelho acabado e eruditamente polido de poderosos ideais e sensibilidades que moviam o seu tempo e a sua sociedade, e os debates que propiciaram, divulgados à larga na imprensa, ajudaram a educar e a formar o gosto artístico de um público muito grande no contexto relativamente pobre e inculto em que apareceram originalmente. Sua importância como pintor histórico em um momento de fundação de símbolos nacionais e de renovação estética se prova também na quantidade de estudos e debates de que ainda é o centro, e fica sintetizada na análise de Machado de Oliveira:
"Herdeiro da expressão do Romantismo, próximo a Eugène Delacroix, e em oposição a Ingres, Pedro Américo mantinha os valores da imaginação, aliados a uma descrição fotográfica do movimento. Dessa forma, continuava com os mesmos códigos da pintura histórica mimética e analógica, e enredava-se, como os românticos, nos meandros do 'já visto', sem que seu colossal esforço por emancipar a arte brasileira, significasse um anúncio para o futuro da nova e moderna escola brasileira de pintura do século XX. No entanto, pode-se dizer, que…. a obra de Pedro Américo foi, durante toda a década de 1870, de maneira conflitante e combativa, o que havia de mais moderno, vital e atualizado no universo cultural da grande arte da pintura de história".
Suas pinturas de fonte bíblica ou literária, contudo, ainda que muito apreciadas em seu tempo, continuam em larga medida ignoradas pela crítica e sujeitas a uma série de preconceitos, não existindo bibliografia de referência e permanecendo também desconhecidas pelo grande público. Tampouco se fala de seus retratos.
Para alguns críticos em vários aspectos Pedro Américo foi mais moderno do que os modernistas quiseram reconhecer, pois manifestava-se favorável ao uso da fotografia como auxiliar na confecção das obras pictóricas e como divulgadora da produção dos artistas; via os célebres salões acadêmicos europeus como reflexos imperfeitos da civilização; dedicou-se à caricatura, na época um dos mais populares veículos de humor e de crítica social; propôs reformas ao sistema acadêmico para sua adequação aos novos tempos e entrou em contato com as vanguardas pré-modernistas, assimilando algumas influências. Também foi um pioneiro ao inaugurar a cátedra de história da arte e estética na AIBA e divulgar suas aulas pela imprensa. Entretanto, segundo Camila Dazzi, parece que "não era exatamente um professor presente e bem-quisto pelos alunos". No último período que iria ministrar não houve nenhum aluno inscrito.
A fortuna recente de seus escritos teóricos tem sido muito mais obscura que a de suas pinturas cívicas, embora sejam de grande interesse para formarmos uma ideia mais completa de sua figura e entendermos melhor as origens, motivações e objetivos por trás de sua produção plástica. Em sua vida despertaram muita admiração - chamaram-no de "sábio" - e provocaram bastante debate. Foram também importantes como uma proposta de educação integral da sociedade para um futuro melhor, onde as artes teriam um lugar destacado, e permanecem como documentos únicos de suas preocupações intelectuais e de ideias que circulavam em seu tempo, mas sua argumentação foi fortemente contestada por Gonzaga Duque e Sílvio Romero, entre outros. Hoje estão em grande parte esquecidos e só guardam um valor histórico. Não obstante os defeitos que encontrou, o mesmo Silvio Romero o colocou como um dos fundadores da filosofia no Brasil, e no entender de José de Carvalho, "sua obra, escrita no momento em que o ecletismo perdia espaço na cultura nacional, é importante para esclarecer como os ecléticos evoluíram no conhecimento da ciência, cuidando de resguardar a autonomia do espírito". Ao enfatizar a questão da educação, segundo Francisca Barros, "se tornou um dos mais combativos propagadores da importância da escola pública para a instauração da democracia em nosso país", merecendo ser considerado um dos grandes educadores do Brasil oitocentista, mesmo que suas teses não fossem muito originais, seus projetos em geral tenham caído no vazio e sua atuação nesta área pouco seja lembrada. Seus quatro romances, dos quais Hernâni Donato destacou Holocausto, não tiveram melhor sorte, embora Francisca Barros os considere peças expressivas, surpreendentes e de fino acabamento. Para Paula Vermeersch, Holocausto é uma fascinante radiografia de seus processos criativos e de sua visão de mundo.

### A questão do plágio

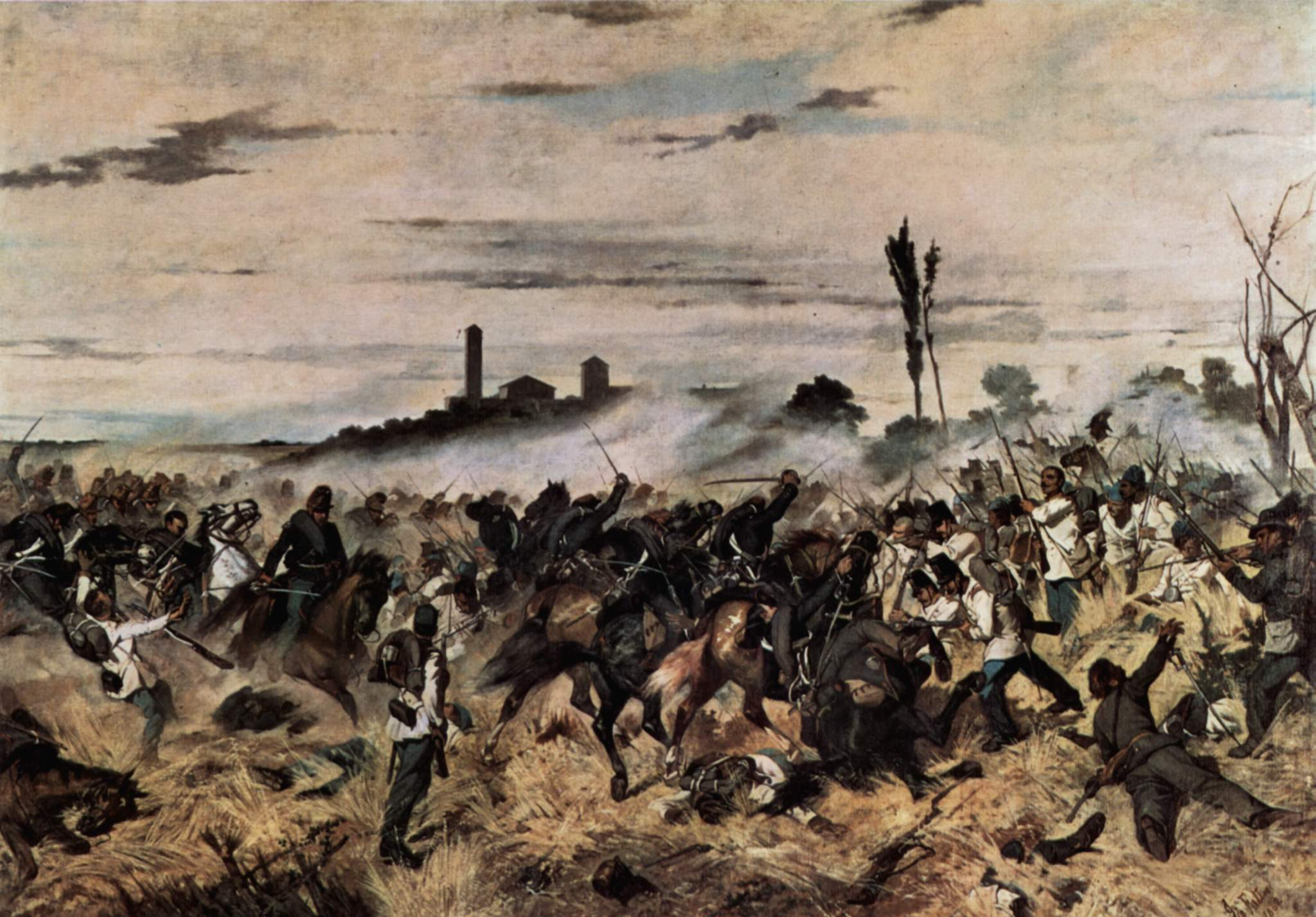
Giovanni Fattori: Batalha de Montebelo, 1868, it

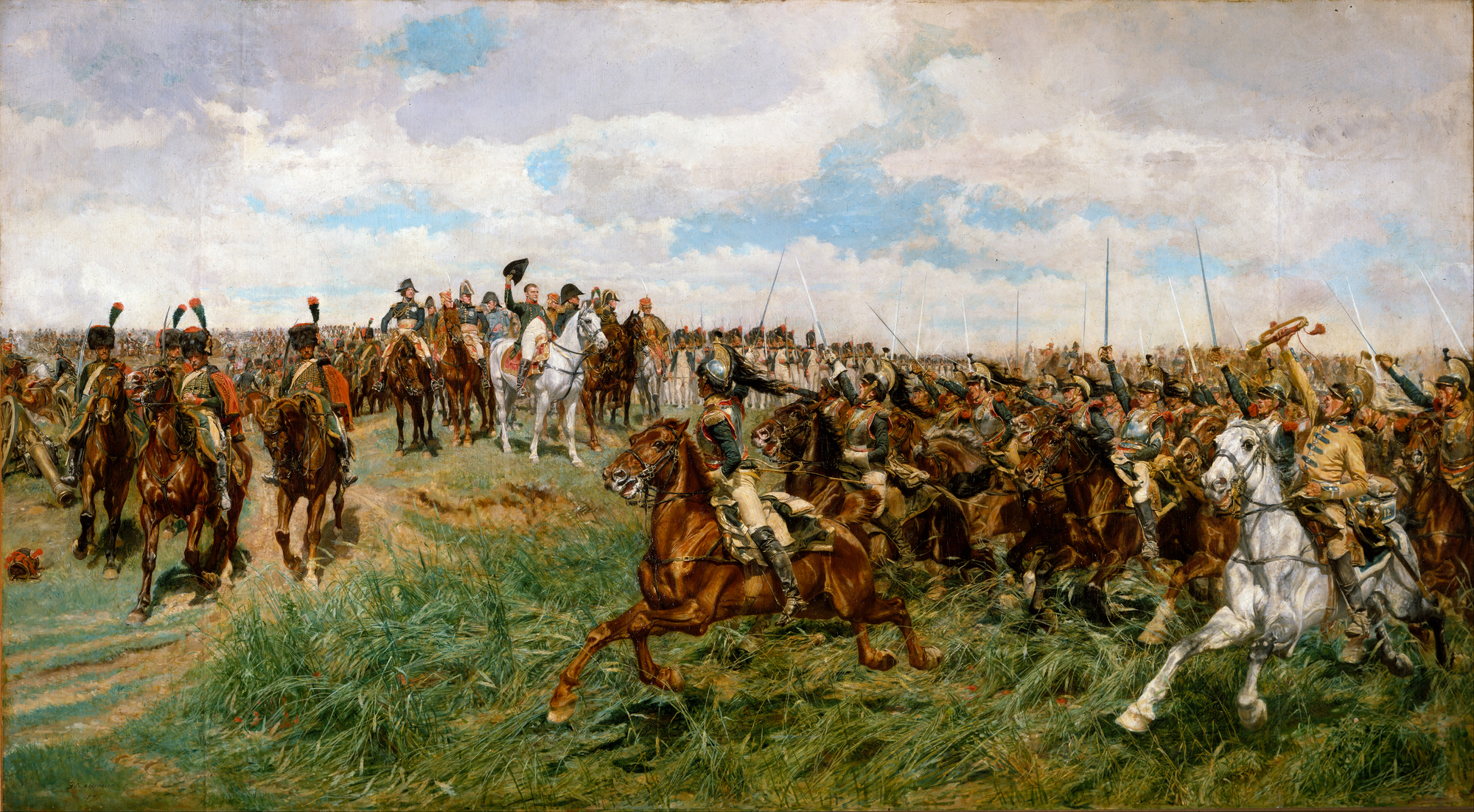
Ernest Meissonier: A Batalha de Friedland, 1875, Metropolitan Museum of Art

Por duas vezes foi acusado de plágio, nas obras Batalha do Avaí e Independência ou Morte!. A primeira, se disse copiada da pintura de Giovanni Fattori sobre a Batalha de Montebello, e a segunda, da obra de Ernest Meissonier sobre a Batalha de Friedland.
A questão deixou os ânimos acirrados em seu tempo, e ainda hoje desperta curiosidade e disputas, mas parece ter sido muito exagerada. Se houve imitação sua intencionalidade nunca foi provada, e se existem sim elementos semelhantes entre elas, isso se deve mais provavelmente ao hábito, comum a todos os artistas acadêmicos, de replicarem ou variarem modelos formais estereotipados de largo uso dentro do repertório visual da tradição acadêmica. Sobre o Independência ou Morte!, ao que consta Pedro Américo só veio a conhecer a outra obra um ano depois de ele ter finalizado a sua. O próprio pintor preferiu expor a problemática no seu Discurso sobre o Plágio, onde defendeu a ideia de que o que mais importa na arte não é a invenção de formas novas, mas seu constante aperfeiçoamento. De fato, todo o sistema acadêmico foi largamente baseado na autoridade dos mestres consagrados e na perenização, ao mesmo tempo imitativa e criativa, dos fundamentos que deixaram; o conceito de plágio apenas estava começando a ser articulado na forma como hoje o conhecemos, e em citar - se de fato citou conscientemente - outras obras célebres ele não faria mais do que reiterar uma tradição antiquíssima e muito venerada até a crise modernista.

### Distinções e homenagens
Pedro Américo em vida recebeu as honrarias de Pintor Histórico da Imperial Câmara; Oficial, Grande Dignitário e Comendador da Imperial Ordem da Rosa; Cavaleiro da Coroa da Alemanha e Grão-Cavaleiro da Ordem do Santo Sepulcro. Foi membro de várias academias europeias. É patrono da cadeira número 24 da Academia Paraibana de Letras. Recentemente sua tela Fala do Trono foi impressa em um cartão telefônico do sistema Telebrás. É nome de praça em João Pessoa e um busto seu adorna a Via Maggio em Florença. Em sua cidade é nome de rua e a casa em que nasceu funciona hoje como museu à sua memória.

### Lista de escritos
- Sonetos e Rimas, c. 1854-56[6]
- A Reforma da Escola de Belas-Artes e a Oposição, 1863[59]
- Refutação à "Vida de Jesus" de Renan, 1863, perdido[6]
- Considerações Filosóficas sobre as Belas Artes entre os Antigos: A Arte como Princípio Educativo, 1864[59]
- Cartas de um Plebeu, 1864[59]
- Holocausto (romance), 1865
- Compêndio de Botânica Superior, c. 1865, perdido[10]
- A Ciência e os Sistemas: Questões de História e Filosofia Natural, 1868[54]
- Hipótese Relativa ao Fenômeno Chamado Luz Zodiacal, 1869[83]
- Memória sobre a Conjugação da Spyrogyra quinina e Teoria da Polaridade dos Sexos, 1869[56]
- Discursos Acadêmicos, 1870, 1880[6]
- Histórico e Análise Estetigráfica do Quadro de um Episódio da Batalha de Campo Grande, 1871[59]
- Discurso sobre o Plágio, 1880[6]
- Do Ensino Livre das Ciências Naturais, 1882[83]
- Romance de Esposo (romance), 1886[6]
- O Brado do Ipiranga, 1888[83]
- O Foragido (romance), 1889[6]
- Discursos Parlamentares, 1892[6]
- Na Cidade Eterna - Sonho de Juventude (romance), 1901[84]

### Outras imagens

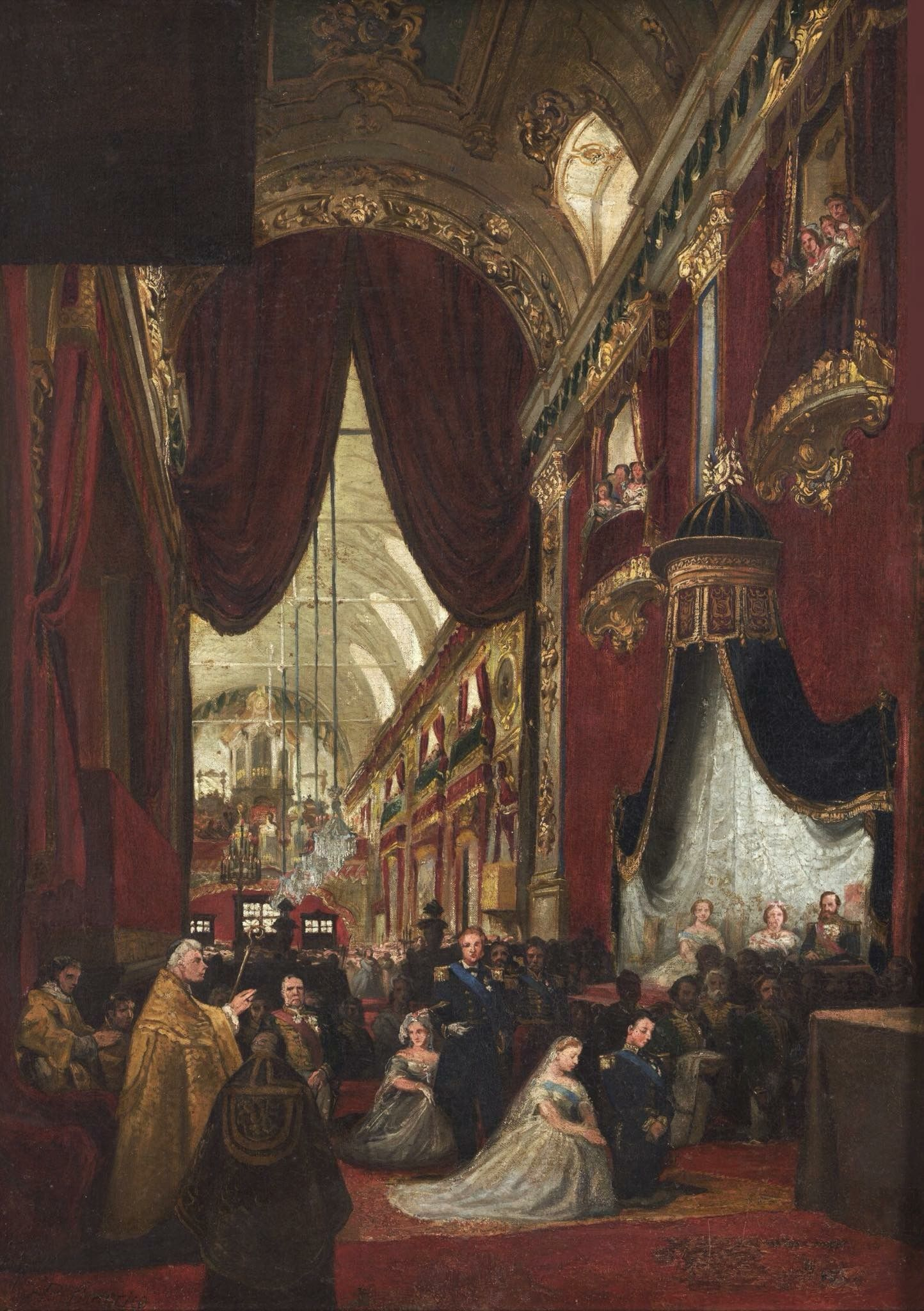
Estudo para O casamento da Princesa Isabel, 1864, Museu Imperial
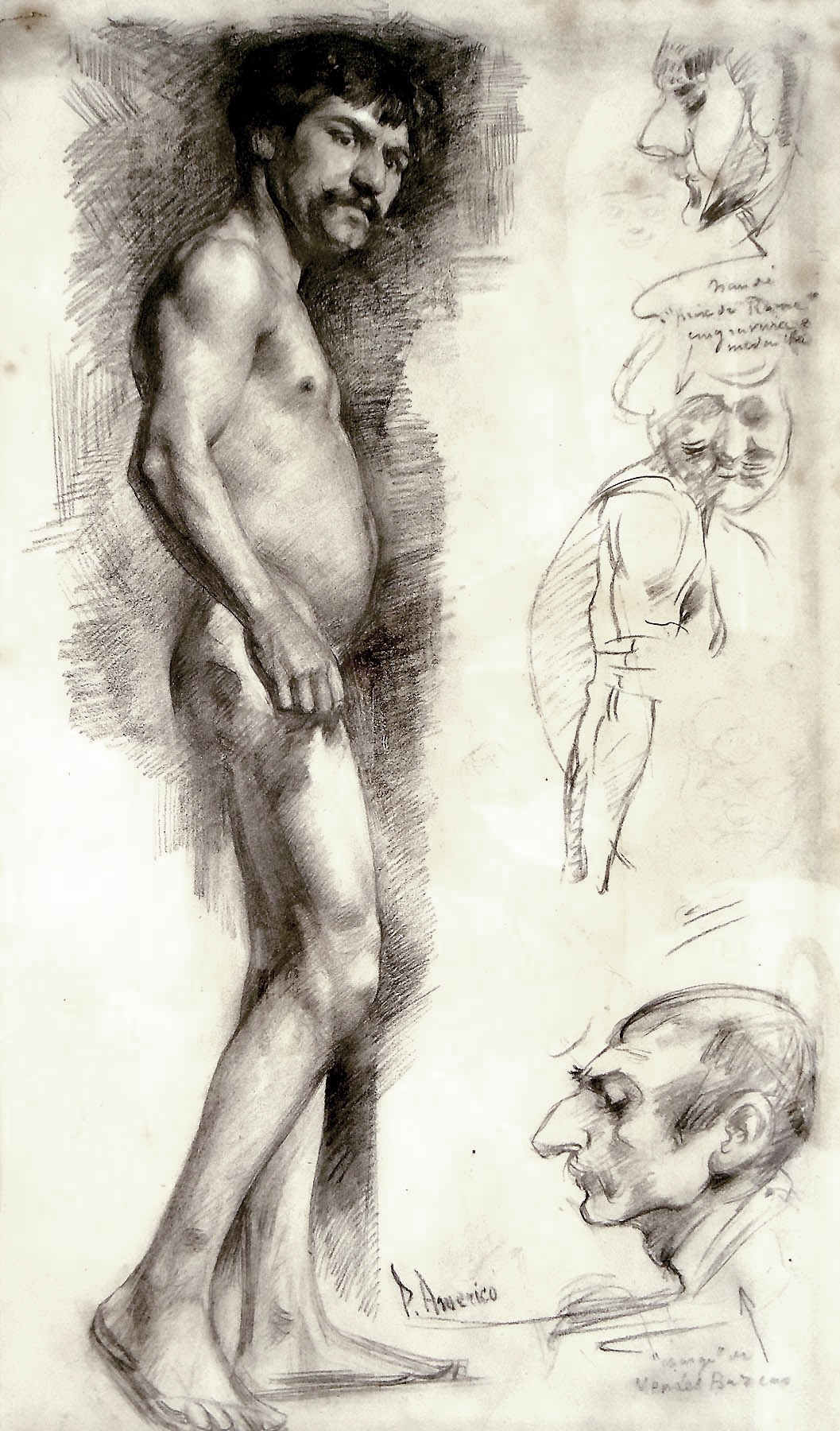
Estudo de modelo vivo, c. 1860-1870, coleção privada
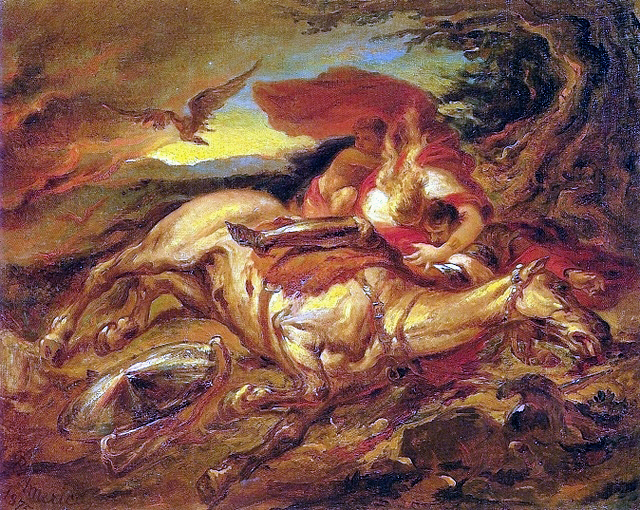
Cavalo morto, 1875, Acervo Artístico do Ministério das Relações Exteriores
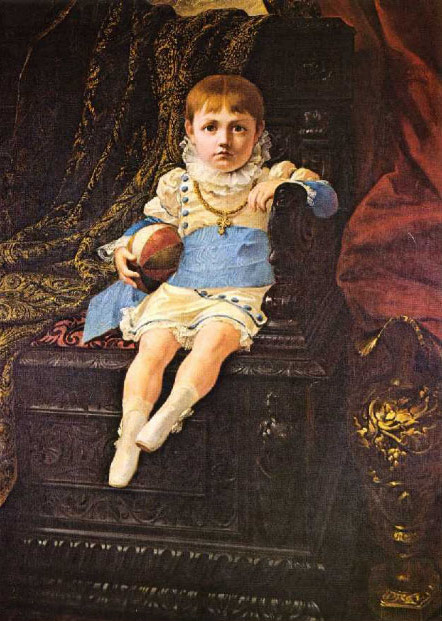
Dom João IV infante, Duque de Bragança, 1879, Museu Nacional de Belas Artes

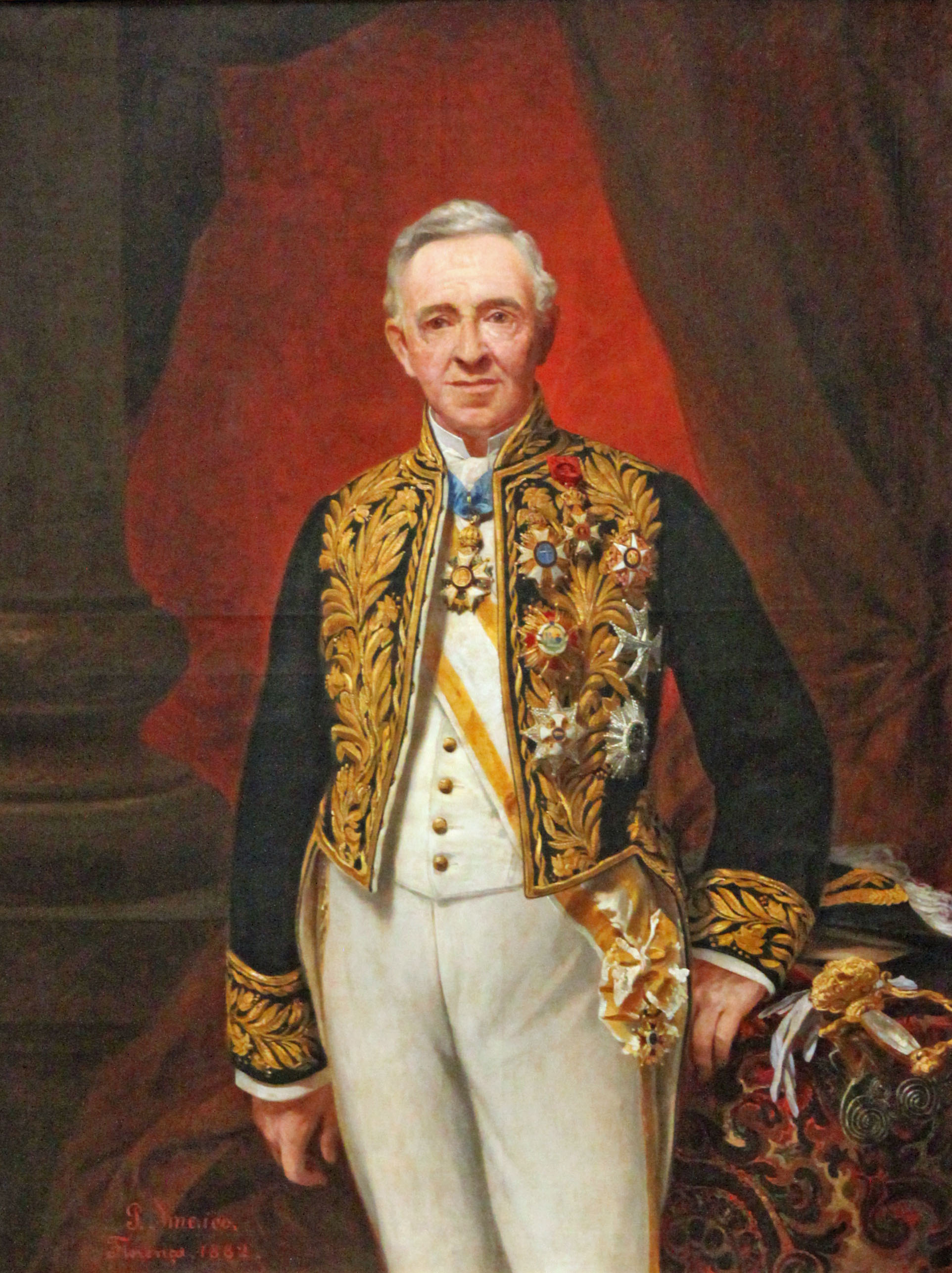
Retrato do Conselheiro Filipe Lopes Neto, 1882, Museu Nacional de Belas Artes
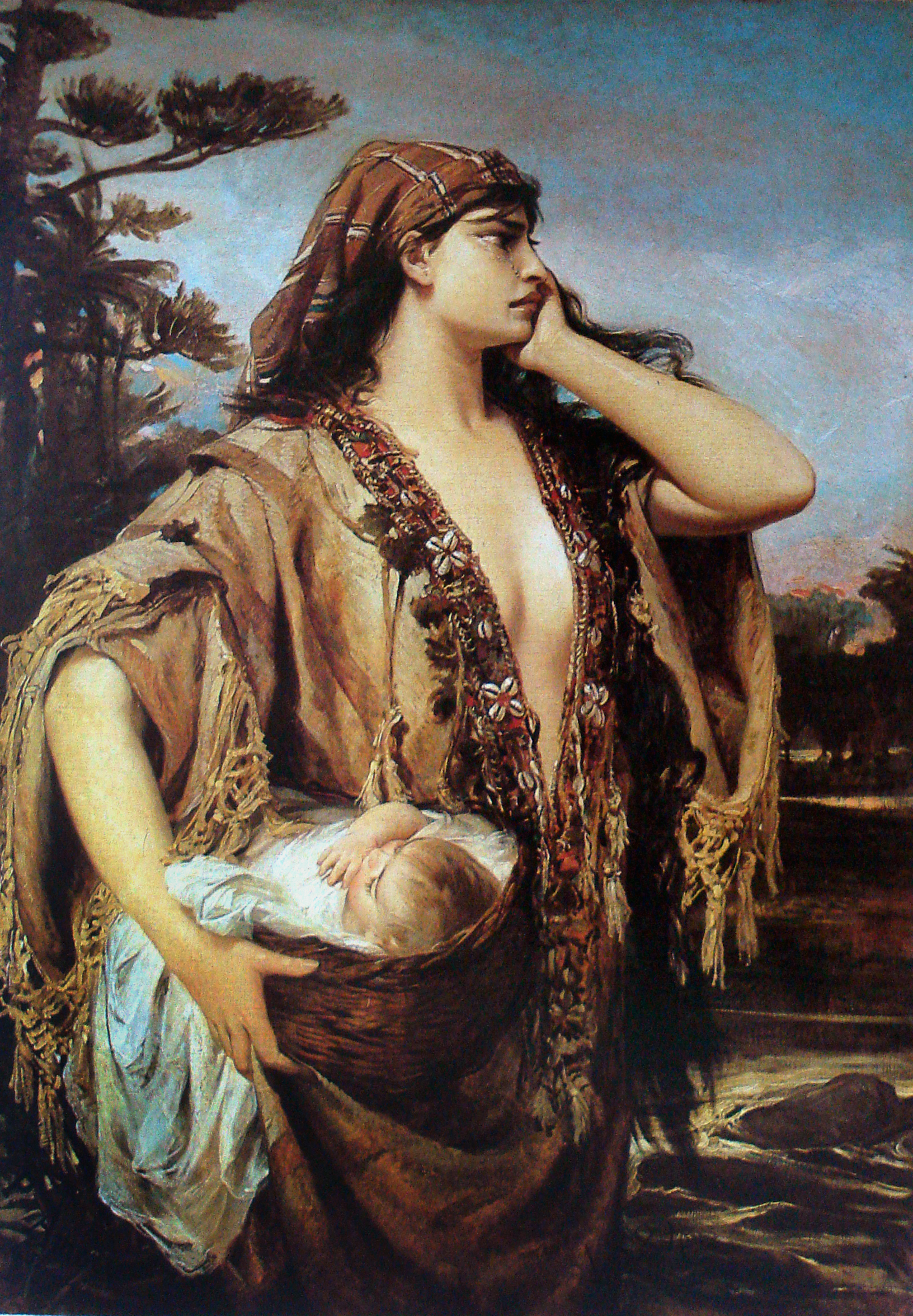
Jocabed levando Moisés até o Nilo, 1884, Museu Nacional de Belas Artes
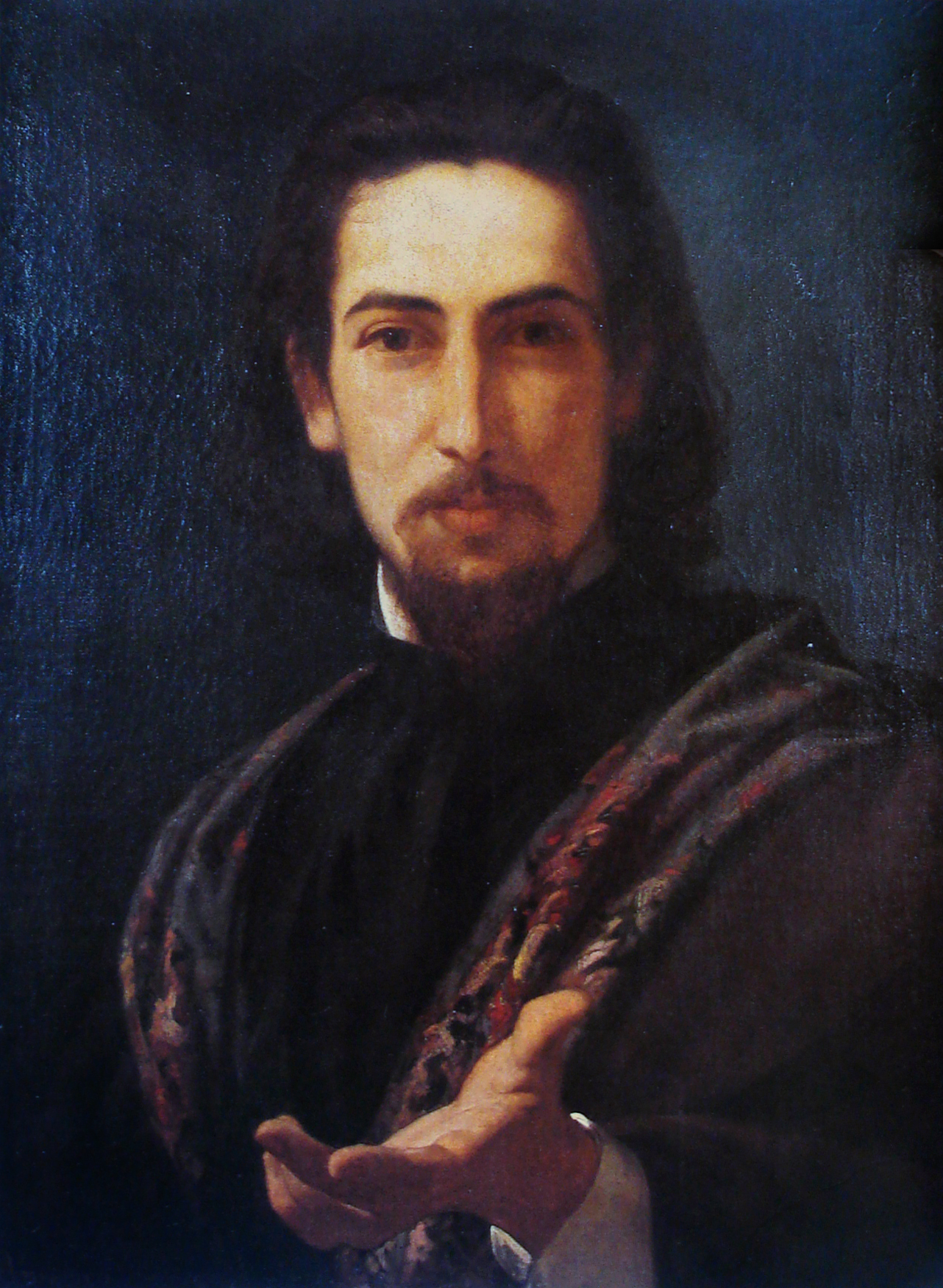
Retrato de Cândido Almeida Reis, 1888, Museu Nacional de Belas Artes
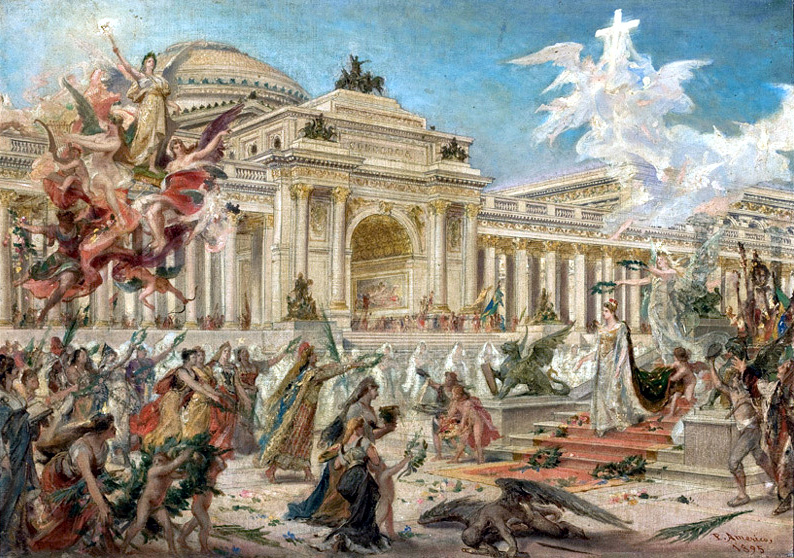
Estudo para Paz e Concórdia, 1895, Museu de Arte de São Paulo